# Lübbenau/Spreewald

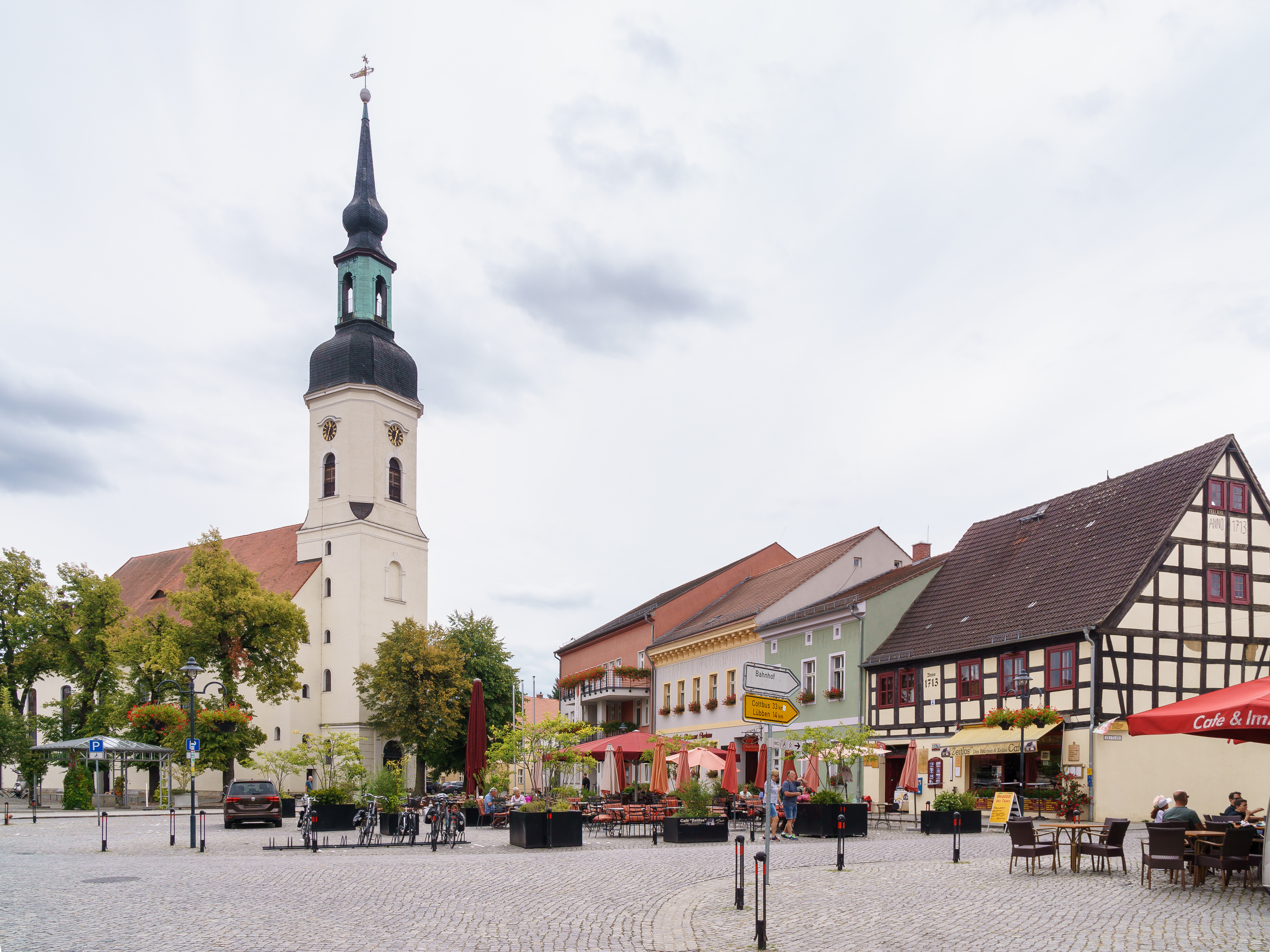
Alter Markt mit der St.-Nikolai-Kirche, dem Rathaus und dem ältesten Haus der Stadt

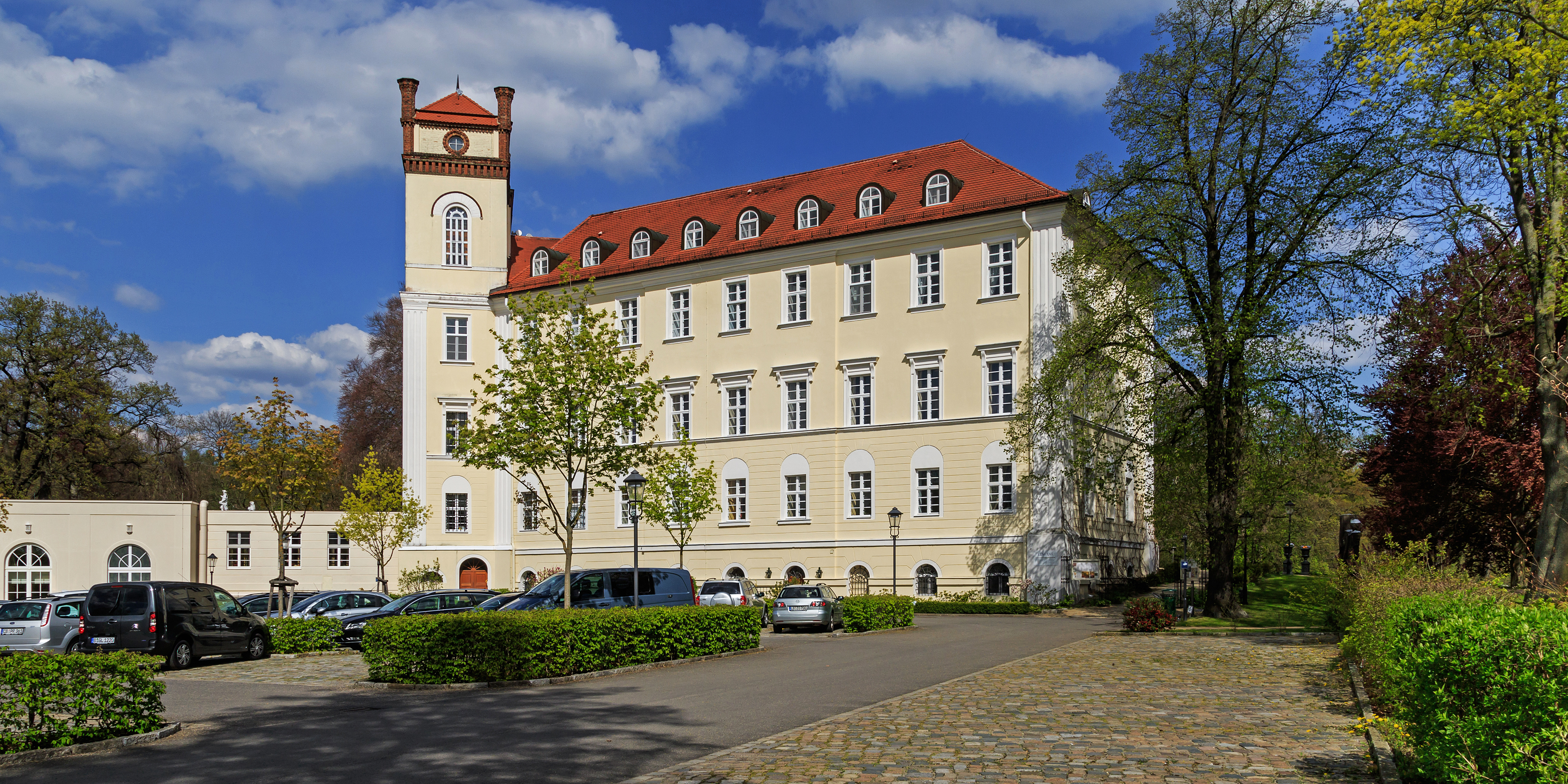
Schloss Lübbenau

Lübbenau/Spreewald [lʏbəˈnaʊ ˈʃpʁeːvalt] ⓘ (bis zum 1. Januar 1998 Lübbenau), niedersorbisch Lubnjow/Błota [ˈlubnʲɔw ˈbwɔta], ist eine Stadt im Landkreis Oberspreewald-Lausitz in Brandenburg, etwa 80 km südöstlich von Berlin. Aufgrund ihrer Lage am südöstlichen Rand des Biosphärenreservates Spreewald sowie ihres Stadttores wird die Stadt Lübbenau auch als Tor zum Spreewald bezeichnet.
Lübbenau zählt zur Niederlausitz, gehört zum amtlichen Siedlungsgebiet der Sorben/Wenden und ist Mitglied der Arbeitsgemeinschaft Städte mit historischen Stadtkernen des Landes Brandenburg. Seit 1998 führt die Stadt das Prädikat Staatlich anerkannter Erholungsort. Für die umliegende Region übernimmt Lübbenau Aufgaben eines Mittelzentrums.

## Geografie

### Geografische Lage

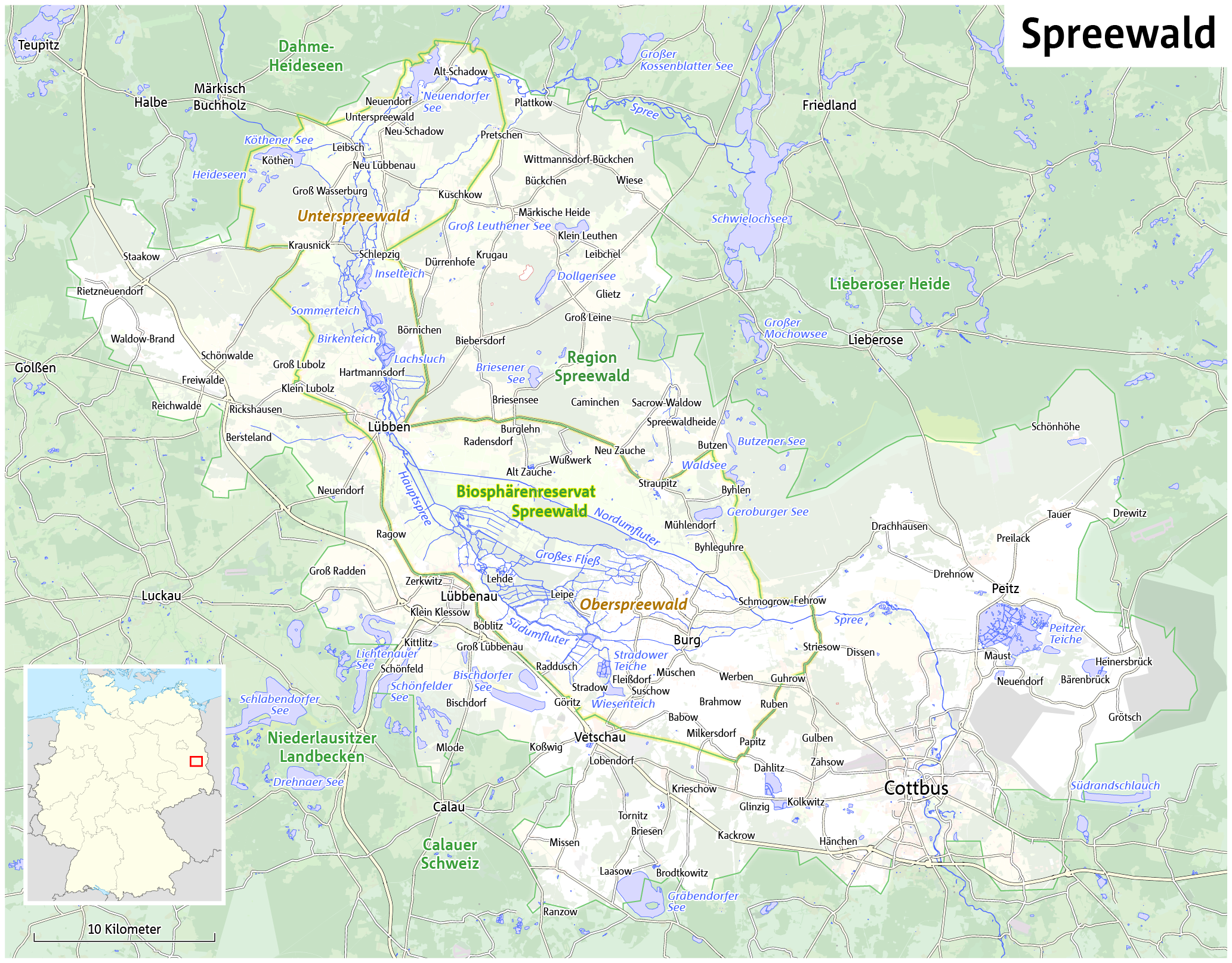
Lage von Lübbenau im Spreewald

Die Stadt Lübbenau liegt im nördlichen Teil des südbrandenburgischen Landkreises Oberspreewald-Lausitz etwa 35 Kilometer westlich von Cottbus und etwa 50 Kilometer nördlich der Kreisstadt Senftenberg. Im Nordosten grenzt Lübbenau an den Landkreis Spree-Neiße, im Westen und Norden an den Landkreis Dahme-Spreewald. Nachbarstädte und Gemeinden sind (im Uhrzeigersinn im Norden beginnend): Lübben (Spreewald), Alt Zauche-Wußwerk und Straupitz (Spreewald) (alle im Landkreis Dahme-Spreewald), Burg (Spreewald) (im Landkreis Spree-Neiße), Vetschau/Spreewald und Calau (im Landkreis Oberspreewald-Lausitz) sowie Luckau (wiederum im Landkreis Dahme-Spreewald).
Lübbenau wird als Tor zum Spreewald bezeichnet. Der nordöstliche Teil des Stadtgebiets mit der Lübbenauer Altstadt, die Ortsteile Lehde und Leipe sowie Teile der Ortsteile Boblitz, Krimnitz, Ragow und Zerkwitz liegen im Biosphärenreservat Spreewald. Die Nordostgrenze der Stadt bildet das Große Fließ. Die Ortsteile Hindenberg und Lichtenau liegen im Naturpark Niederlausitzer Landrücken.

### Flächennutzung
Das Stadtgebiet von Lübbenau umfasst eine Fläche von 13.942 Hektar. Davon sind, Stand 2019, 1858 Hektar (13,3 %) Siedlungsfläche, 609 Hektar (4,4 %) Verkehrsfläche, 10.873 Hektar (78,0 %) Wiesen- und Ackerland sowie 602 Hektar (4,3 %) Gewässerfläche. Damit weist die Stadt höheren Anteil an Wasserfläche auf als das Land Brandenburg insgesamt (3,4 %).
Bei der Siedlungsfläche entfallen 281 Hektar (15,1 %) auf Wohnbauflächen, 509 Hektar (27,4 %) auf Industrie- und Gewerbeflächen, 251 Hektar (13,5 %) auf Sport-, Freizeit- und Erholungsanlagen und der Rest auf ehemalige Tagebauflächen, Flächen mit gemischter Nutzung und Friedhöfe. Bei den Verkehrsflächen entfallen 78,5 % auf Straßen, Wege und Plätze und 21,5 % auf Schienenverkehrsflächen. Vom Wiesen- und Ackerland werden 6628 Hektar landwirtschaftlich genutzt, 3172 Hektar sind mit Wald bewachsen.

### Gewässer

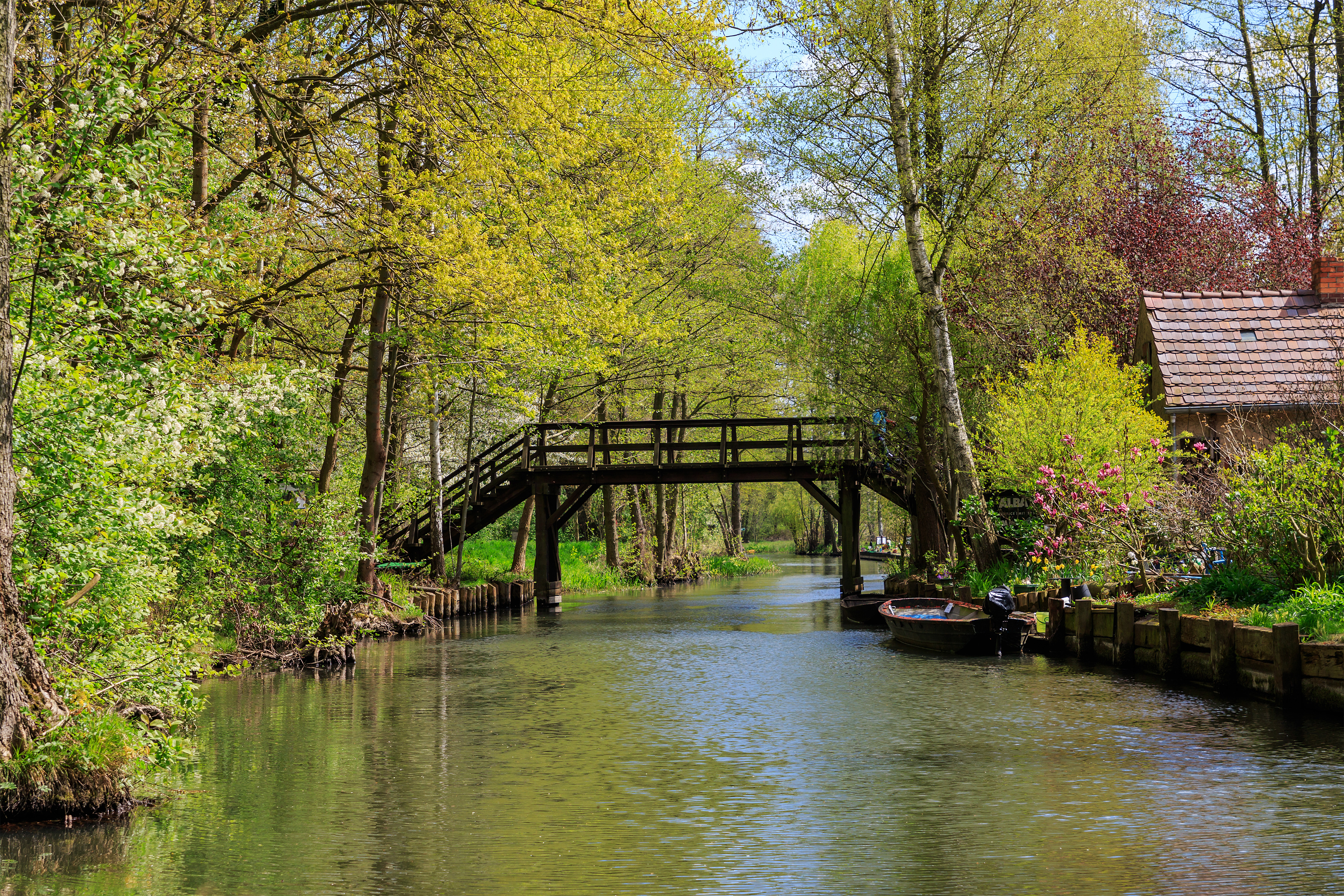
Hauptspree südlich von Lehde

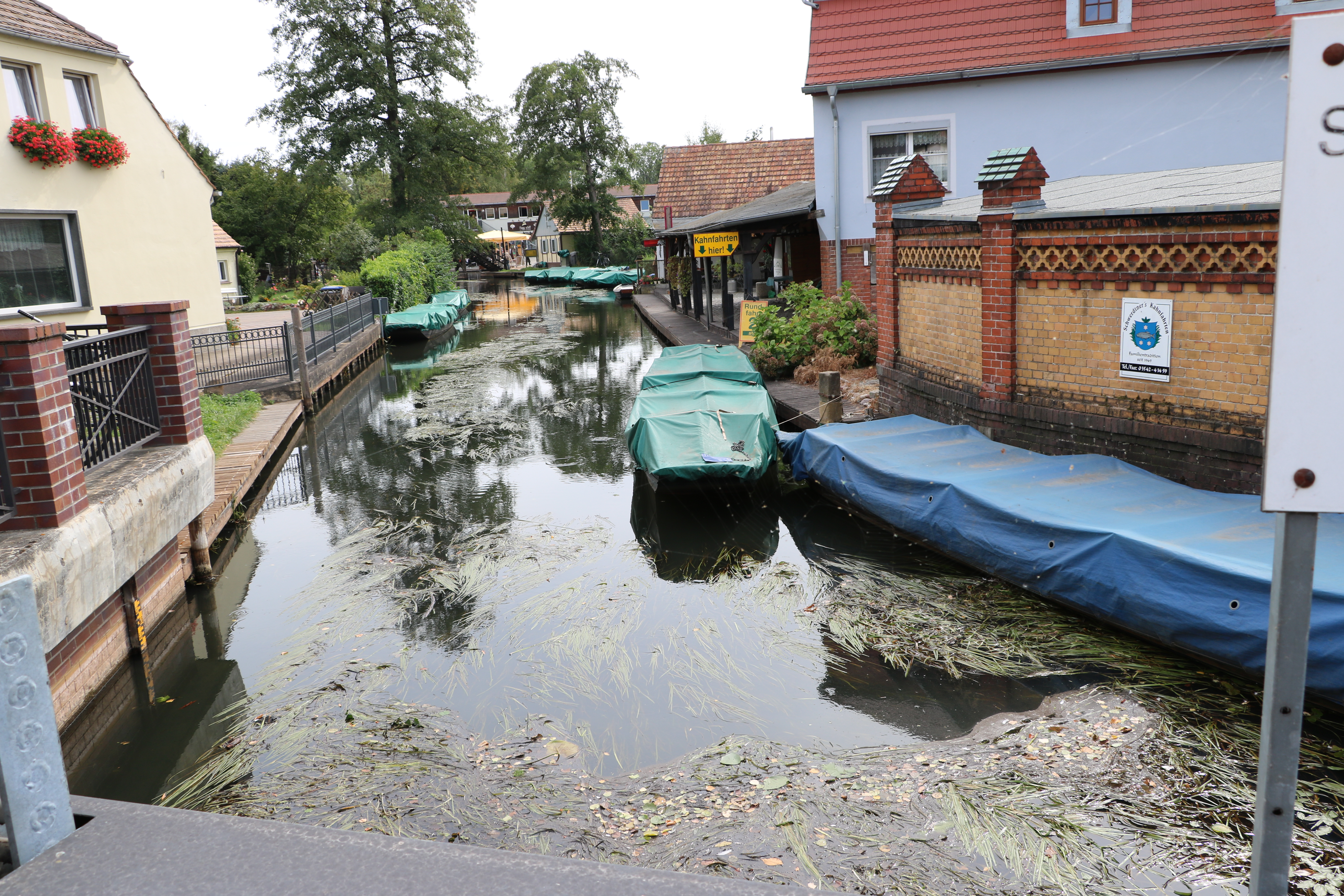
Die Spree in der Lübbenauer Altstadt

Schon durch die Lage im Spreewald wird das Stadtgebiet von Lübbenau durch eine Vielzahl von Gewässern geprägt. Die Spree durchquert in Fließrichtung von Osten kommend zunächst den Ortsteil Leipe und danach die Stadt Lübbenau, wo sie den Großen Spreewaldhafen passiert. In Leipe und Lehde zweigen von ihr viele kleine Kanäle ab oder münden in diese. Zur Unterscheidung von diesen Fließen wird die Spree im Stadtbereich auch als Hauptspree bezeichnet. Erwähnenswerte Nebenarme sind unter anderem Lehder Fließ, Bürgerfließ sowie der Südumfluter südlich des Schlossbezirkes, der in Kaupen in die Spree mündet. Im äußersten Norden Lübbenaus an der Grenze zum Landkreis Dahme-Spreewald fließt die Malxe.
Im südlichen Stadtgebiet liegen vor allem Seen, die durch die Flutung und Rekultivierung der Restlöcher der früheren Braunkohletagebaue entstanden sind. Diese sind (von Westen nach Osten) der Lichtenauer See, der Schönfelder See und der Bischdorfer See, wobei ersterer größtenteils auf dem Gebiet des Calauer Ortsteils Zinnitz liegt und letzterer größtenteils zum Vetschauer Ortsteil Koßwig gehört. Der Schönfelder See wird durch die Dobra entwässert, die bei Boblitz in den Südumfluter mündet. Weitere Seen, die unter anderem durch die Flutung ehemaliger Kiesgruben entstanden sind, sind der Hindenberger See im Ortsteil Hindenberg und der Redlitzer See im Ortsteil Groß Klessow.

### Klima
In der Stadt Lübbenau/Spreewald herrscht gemäßigtes Klima, beeinflusst vom Kontinentalklima im Osten und vom atlantischen Seeklima im Westen. Die Niederschlagsmenge ist vergleichsweise hoch, trockene Monate gibt es nicht. Der durchschnittliche jährliche Niederschlag in Lübbenau/Spreewald liegt bei 555 mm. Trockenster Monat ist der Februar mit einer Niederschlagsmenge von 32 mm, der meiste Niederschlag fällt durchschnittlich im Juni mit 66 mm.
Die Jahresdurchschnittstemperatur liegt bei 9,3 °C. Der wärmste Monat ist der Juli mit durchschnittlichen 18,9 °C. Im Januar, dem kältesten Monat, beträgt die Durchschnittstemperatur −0,8 °C.
|                        | Jan  | Feb  | Mär | Apr  | Mai  | Jun  | Jul  | Aug  | Sep  | Okt  | Nov | Dez  |   |      |
| Mittl. Temperatur (°C) | −0,8 | 0,4  | 4,1 | 8,9  | 13,7 | 17,2 | 18,9 | 18,5 | 14,8 | 10,3 | 4,7 | 1,0  | ⌀ | 9,4  |
| Mittl. Tagesmax. (°C)  | 1,6  | 3,3  | 8,0 | 13,7 | 19,1 | 22,5 | 24,1 | 23,7 | 19,5 | 13,9 | 7,3 | 3,2  | ⌀ | 13,4 |
| Mittl. Tagesmin. (°C)  | −3,2 | −2,5 | 0,3 | 4,1  | 8,4  | 11,9 | 13,7 | 13,3 | 10,2 | 6,8  | 2,2 | −1,2 | ⌀ | 5,4  |
|                        |      |      |     |      |      |      |      |      |      |      |     |      |   |      |
| Niederschlag (mm)      | 37   | 32   | 35  | 40   | 53   | 64   | 66   | 59   | 43   | 39   | 41  | 46   | Σ | 555  |

| −3,2 |

| −2,5 |

| 0,3 |

| 4,1 |

| 8,4 |

| 11,9 |

| 13,7 |

| 13,3 |

| 10,2 |

| 6,8 |

| 2,2 |

| −1,2 |

| −3,2 |

| −2,5 |

| 0,3 |

| 4,1 |

| 8,4 |

| 11,9 |

| 13,7 |

| 13,3 |

| 10,2 |

| 6,8 |

| 2,2 |

| −1,2 |

## Stadtgliederung

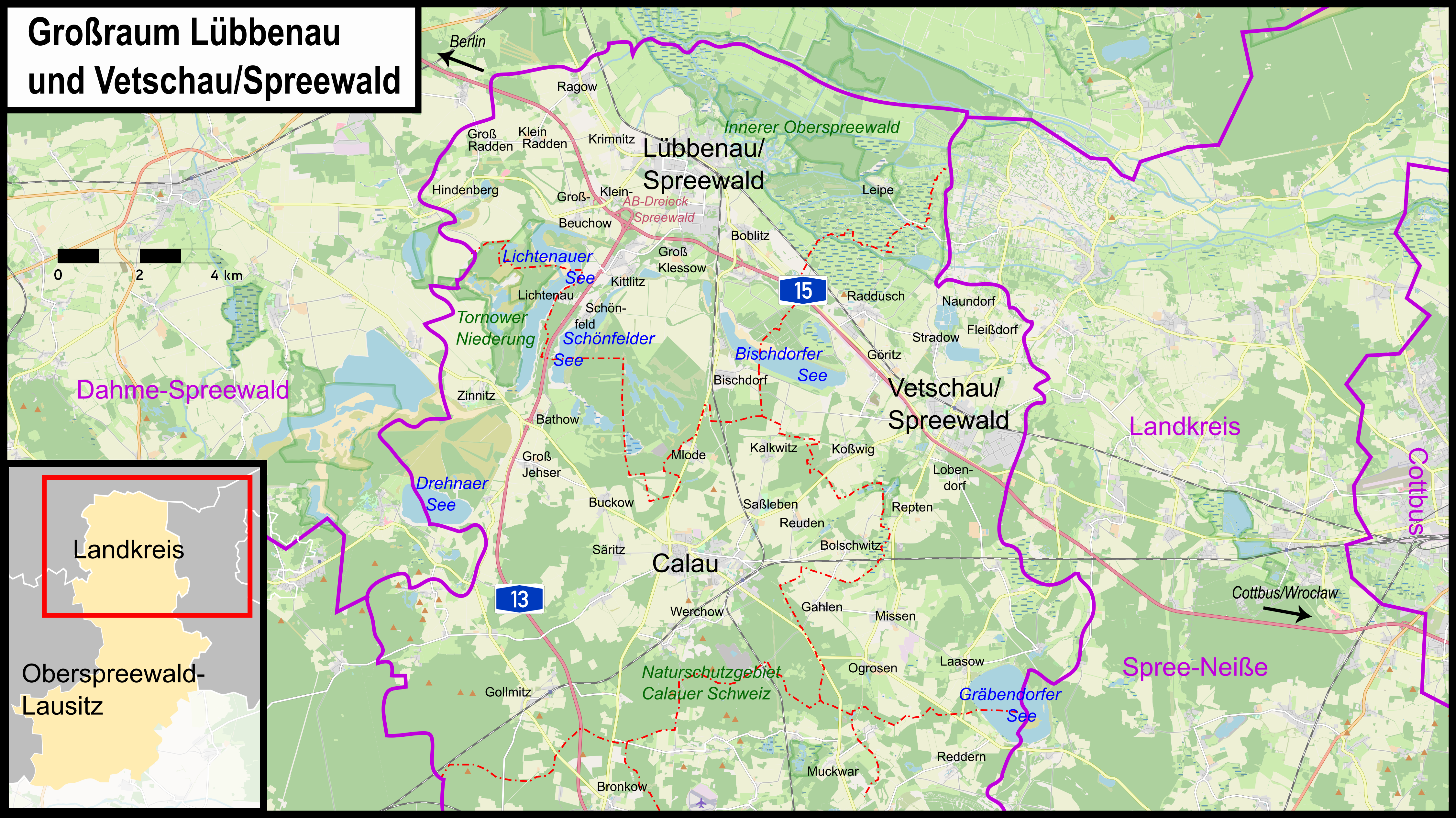
Übersichtskarte für Lübbenau und Umgebung mit Gemeindegrenzen und Lage der Ortsteile

Die Stadt Lübbenau besteht aus folgenden Ortsteilen, bewohnten Gemeindeteilen und Wohnplätzen (sorbische Bezeichnungen in Klammern, die Einwohnerzahlen beziehen sich auf den 31. Dezember 2022):
- Bischdorf (Wótšowc); 209 Einwohner
- Boblitz (Bobolce); 724 Einwohner
- Groß Beuchow (Buchow) mit dem Gemeindeteil Klein Beuchow (Buchojc); 437 Einwohner
- Groß Klessow (Klěšow) mit dem Gemeindeteil Klein Klessow (Klěšojc) und dem Wohnplatz Redlitz (Rědłojce); 329 Einwohner
- Groß Lübbenau (Lubń) mit dem Wohnplatz Scheddis (Pśedejs); 230 Einwohner
- Hindenberg (Želnjojce); 134 Einwohner
- Klein Radden (Radyńc) mit dem Gemeindeteil Groß Radden (Radyń); 230 Einwohner
- Kittlitz (Dłopje) mit den Gemeindeteilen Eisdorf (Stańšojce), Lichtenau (Lichtnow) und Schönfeld (Tłukom); 373 Einwohner
- Krimnitz (Kśimnice); 194 Einwohner
- Lehde (Lědy) mit dem Wohnplatz Dolzke (Dolck); 144 Einwohner
- Leipe (Lipje) mit den Wohnplätzen Dubkowmühle (Dubkowy Młyn), Eiche (Duby), Konzaks Horst (Kóńcakojc Wótšow) und Pohlenzschänke (Póleńcowa Kjarcma); 107 Einwohner
- Ragow (Rogow); 544 Einwohner
- Zerkwitz (Cerkwica); 615 Einwohner

Zum ortsteilfreien Kerngebiet der Stadt Lübbenau mit 11.726 Einwohnern gehören die Wohnplätze Kaupen (Kupy), Neustadt (Nowe Město), Stennewitz (Sćenojce), Stottoff (Štotup) und Wotschofska (Wótšowska).
In der Gemarkung von Zerkwitz ist zudem die ehemalige Gemeinde Kleeden (Kłodna) enthalten, die am 1. Januar 1926 eingemeindet wurde und inzwischen nicht mehr als Wohnplatz ausgewiesen wird. Der frühere zu Groß Lübbenau gehörende Wohnplatz Berg (Gora) wurde im Juni 2014 aus dem brandenburgischen Gemeinde- und Ortsteilverzeichnis gestrichen. Des Weiteren liegen die Ortsfluren der durch den Braunkohlebergbau devastierten Siedlungen Boschwitz, Kückebusch, Schönfeld, Seese und Vorberg im Stadtgebiet.

## Geschichte

### Ortsname

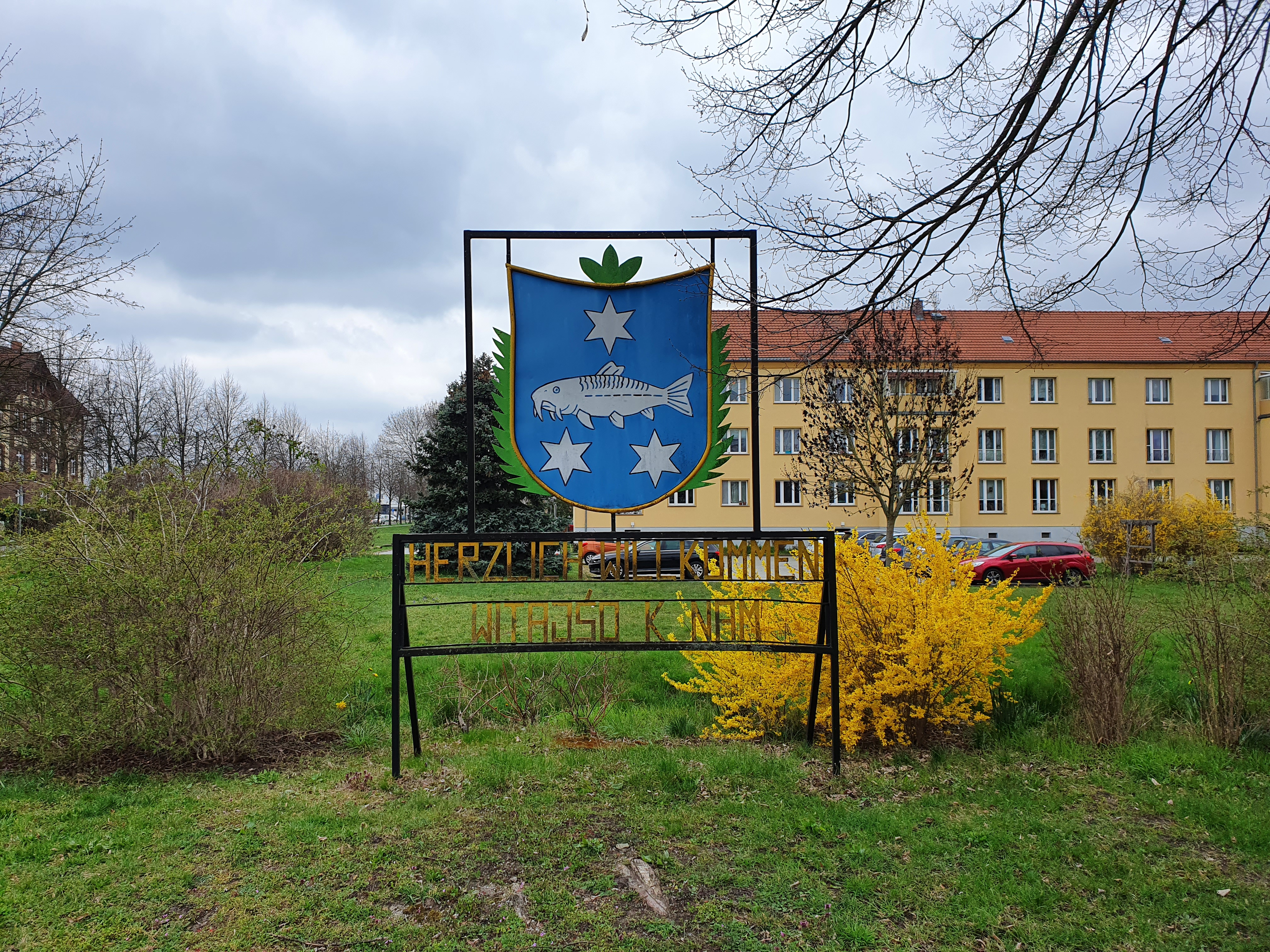
Willkommensschild am östlichen Ortseingang

Der Name „Lübbenau“ stammt aus der niedersorbischen Sprache und kann von dem Personennamen Lubin, einer Kurzform von Lubomir abgeleitet werden, was wiederum „der Friedliebende“ bedeutet. Bezogen auf die Stadt kann der Ortsname als „Ort/Stadt des Friedliebenden“ gedeutet werden. Das im Unterspreewald gelegene Dorf Neu Lübbenau wurde nach der Stadt benannt.
Zum Zeitpunkt der Ersterwähnung der Burg im Jahr 1301 lautete der Ortsname Lubbenowe, bei der Ersterwähnung der Stadt vierzehn Jahre später Lubenaw. In den Kirchenartikeln des Bistums Meißen, die nur noch als Kopie aus dem Jahr 1495 erhalten sind, wird der Ortsname Lobenaw genannt. 1557 lautete der deutsche Ortsname Lübenaw. Im Schmettauschen Kartenwerk von 1767/87 taucht dann die heutige Bezeichnung Lübbenau auf. Der sorbische Ortsname lautete 1761 Lůbnow und 1843 Lubnjow.

### Gründung und frühe Neuzeit

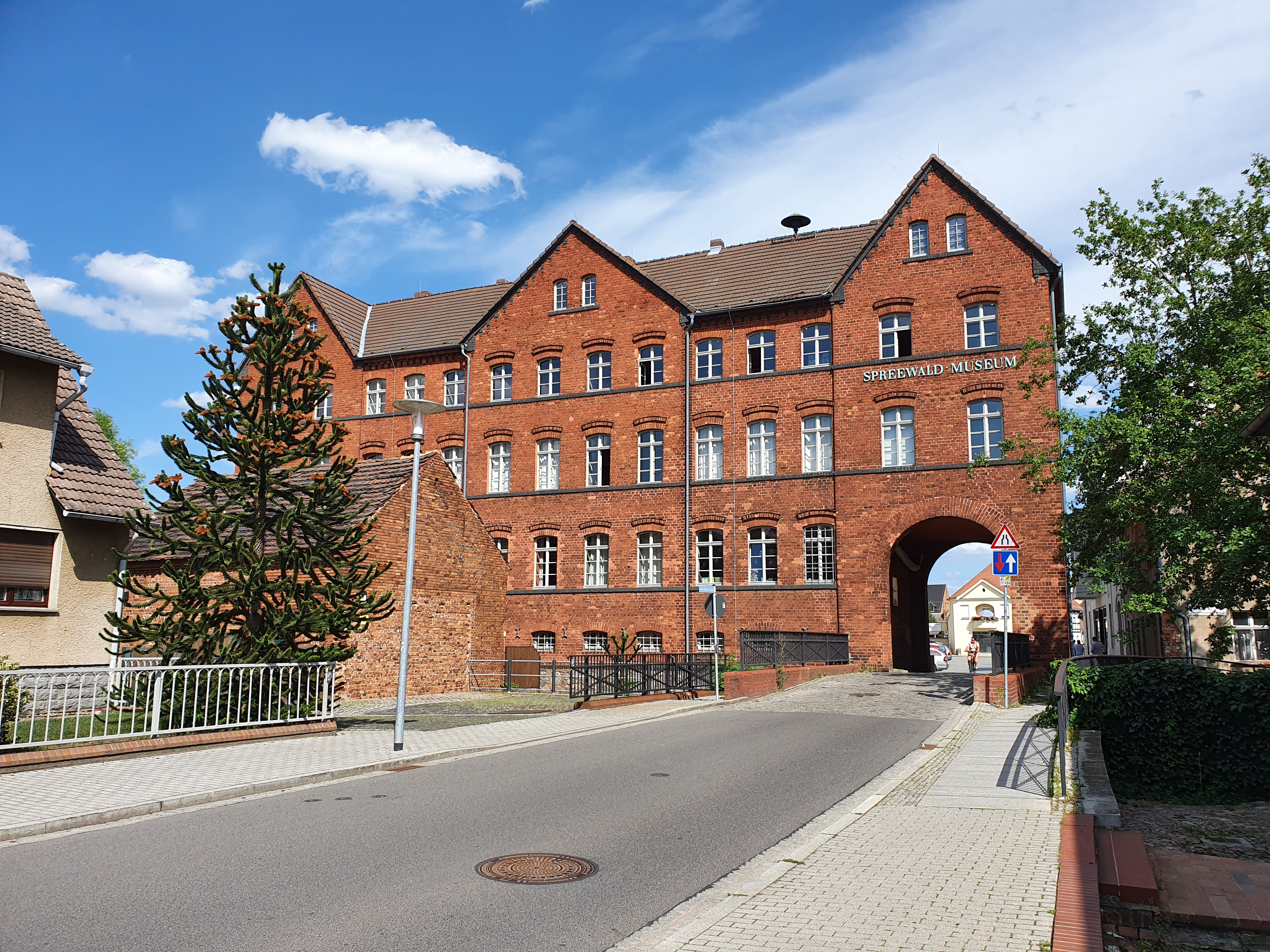
Torhaus und Spreewaldmuseum vor der Einfahrt in die historische Altstadt

Durch die Lage in einem eiszeitlichen Talsandsporn wurde das Gebiet um Lübbenau bereits früh besiedelt. Dies beweisen archäologische Funde aus der Spätmittelsteinzeit und der Jungsteinzeit. Im 10. Jahrhundert soll sich der Markgraf Gero in der Region aufgehalten und von dem Ort Besitz ergriffen haben. Um 950 wurde bei einer Bärenjagd an der Stelle der heutigen Stadt Lübbenau eine aus wenigen Blockhäusern bestehende Fischersiedlung entdeckt, die nur über Wasserwege zu erreichen war. Lübbenau erscheint erstmals 3. August 1301 als Burg (castrum) Lubbenowe, am 29. September 1315 bezeichnet Lubenaw die Burg mit dem Flecken (castrum cum opido). Die Anlage einer Siedlung im südlichen Spreewald wurde durch die Lage an der Spree und somit eine gute Handelsverbindung nach Lübben und Cottbus begünstigt. Jedoch war Lübbenau aufgrund seiner Lage von der Außenwelt nahezu abgeschottet, da es keine sonstigen Verkehrswege nach Lübbenau gab. Nach Luckau und Calau führten zwei Landstraßen, die jedoch häufig überschwemmt und nicht nutzbar waren. Zum Zeitpunkt der Ersterwähnung gehörte Lübbenau zur Mark Brandenburg. Dabei unterstand Lübbenau als Mediatstadt unmittelbar der Standesherrschaft Lübbenau.
Ab 1364 gehörte Lübbenau zu den Ländern der Böhmischen Krone. Von mindestens 1427 an waren die Herren von Köckritz Besitzer der Herrschaft Lübbenau. 1429 wurde das damals noch kleine Dorf von Hussiten überfallen. Zur selben Zeit entstanden Gebietsstreitigkeiten zwischen Lübbenau und der Nachbarstadt Lübben. Beide Städte hatten sich zur Erweiterung ihres Gebietes mit umliegenden Dörfern zusammengeschlossen, es kam zu mehreren Kämpfen, bei denen die Stadt Lübbenau ihr Gebiet nach Nordwesten hin ausbreiten konnte. 1448 wurde die Niederlausitz an den Kurfürsten Friedrich II. von Brandenburg verpfändet, wodurch Lübbenau wieder brandenburgisch wurde. Daraufhin kam es zu kämpferischen Auseinandersetzungen zwischen Brandenburg und Böhmen, sodass die Lübbenau mit der gesamten Niederlausitz nach dem Frieden von Guben im Jahr 1462 wieder böhmisch wurde.
Im Jahr 1476 wurde Lübbenau als Städtlein bezeichnet und bekam 1496 das Stadtrecht verliehen. Für das Jahr 1483 ist der erste offiziell eingesetzte Bürgermeister der Stadt, Albinus Dorhalcz überliefert. In diesem Jahr wurden zudem das Amt des Bürgermeisters und des Stadtrichters getrennt. Nachdem zwischenzeitlich die Adelsfamilien von Kalckreuth und von Polenz im Besitz der Standesherrschaft Lübbenau waren, kam diese 1496 wieder an die Herren von Köckritz. Dieser Besitz währte aber nur für knapp sieben Jahre, danach gehörte die Standesherrschaft Lübbenau den Grafen von der Schulenburg.
Im 16. Jahrhundert war Lübbenau ein recht unbedeutendes Städtchen. Es gab neben der Stadtkirche noch zwei Kapellen, allerdings kein Rathaus. Außerdem verfügte die Stadt außer dem Torbogen über keine Befestigungsanlagen, da sich die Bewohner auf den Kaupen um Lübbenau schnell in Sicherheit bringen konnten. Die Bewohner Lübbenaus betrieben überwiegend Viehzucht, Obst- und Gemüseanbau, Fischfang sowie Sammelwirtschaft im Spreewald. Handwerksberufe waren nur wenig vertreten. Im 16. Jahrhundert kamen die Leineweberei und die Brauerei als Erwerbszweige hinzu. Für die Leineweber wurde ab 1565 die vor der Stadt gelegene Siedlung Recklin errichtet. Ende des 18. Jahrhunderts waren in Lübbenau 61 Braugüter vorhanden.

### Lübbenau im Kurfürstentum Sachsen

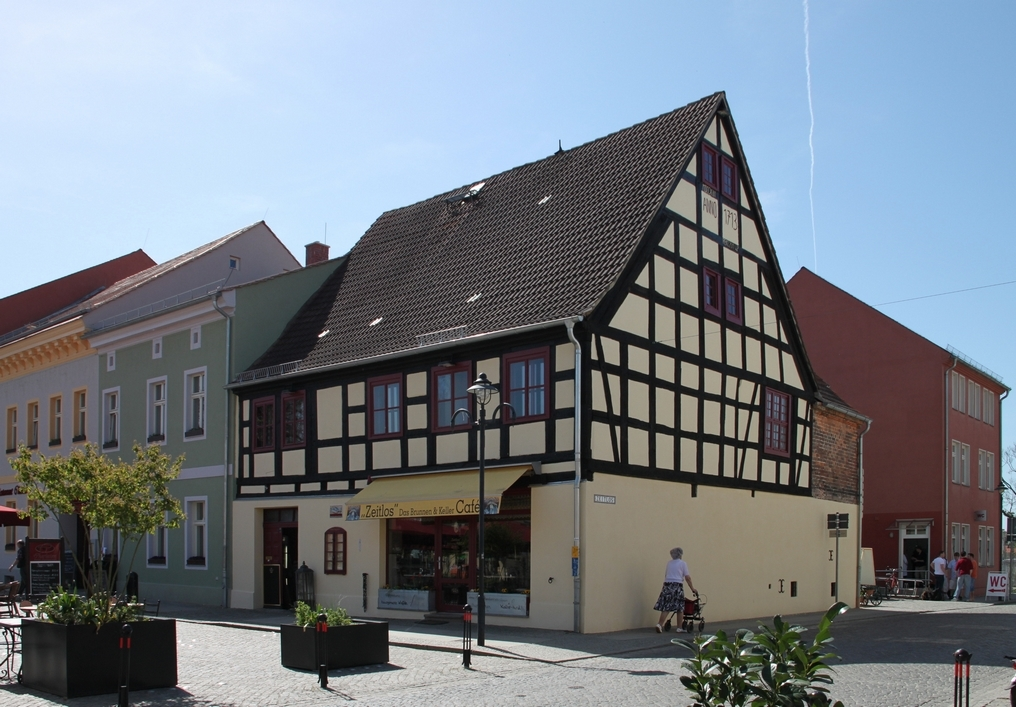
Blick auf das „Cafe Zeitlos“ am Altmarkt – Das am Giebel mit „Anno 1713“ datierte Haus ist das vermutlich älteste erhaltene Haus der Stadt.

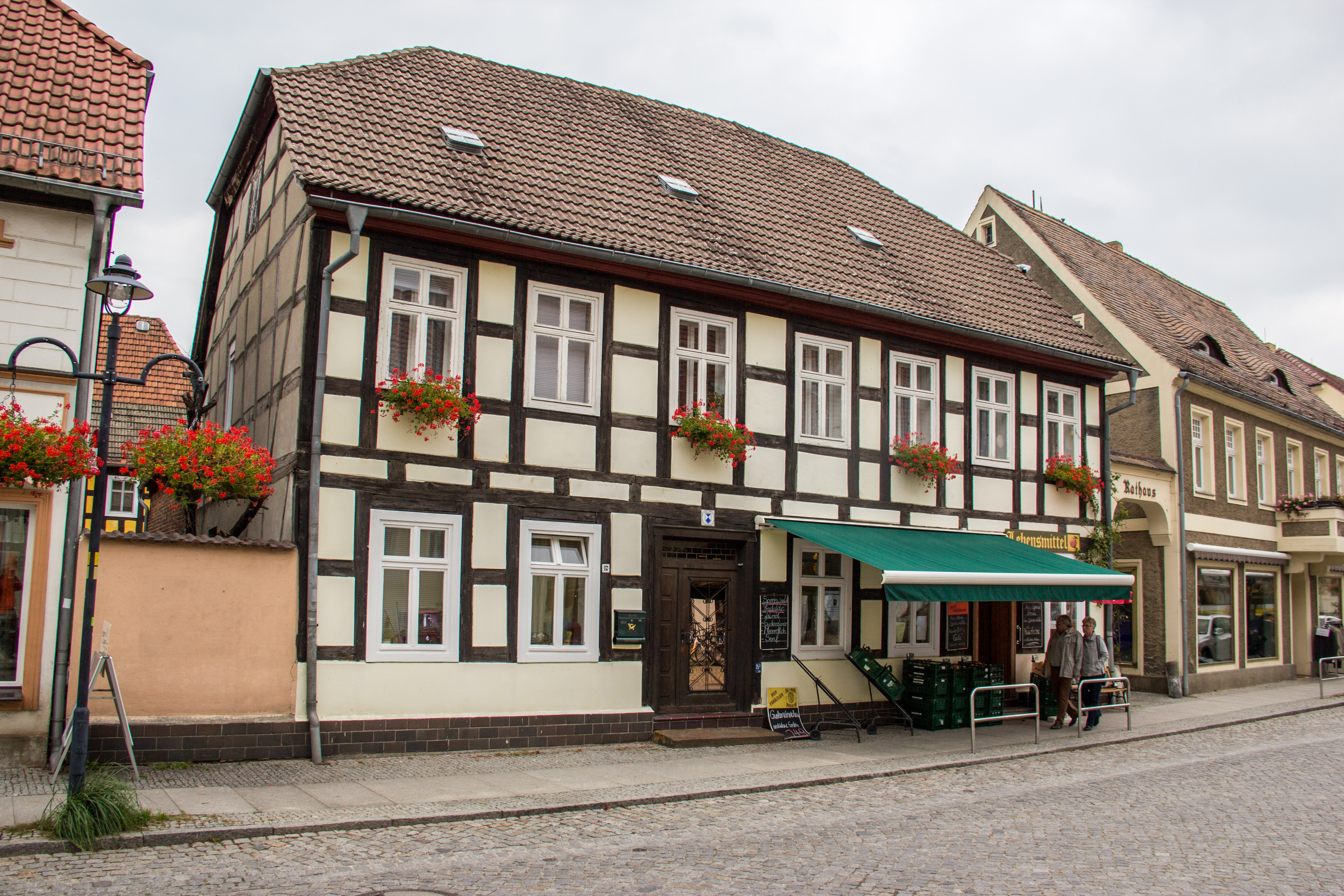
Historisches Wohnhaus, errichtet in der zweiten Hälfte des 18. Jahrhunderts. Neben dem Gebäude befindet sich der Durchgang zu dem ab 1910 genutzten ehemaligen Rathaus.

Als Folge der Reformation wurde in Lübbenau 1574 eine neue Kirchenordnung eingeführt. Im Jahr 1616 trockneten aufgrund einer lang anhaltenden Dürre fast alle Fließe in Lübbenau aus. Seit 1621 ist die Geschichte der Stadt und der Standesherrschaft Lübbenau eng mit den Grafen zu Lynar verbunden, nachdem Elisabeth zu Lynar die Herrschaft erworben hatte. Nach dem Frieden von Prag im Jahr 1635 wurde die Stadt Teil des Kurfürstentums Sachsen. Während des Dreißigjährigen Krieges wurde Lübbenau im Jahr 1637 von Truppen des Feldherren Hatzfeldt sowie zwischen 1641 und 1644 mehrfach von verschiedenen Kriegsparteien überfallen. Im Juli 1644 kam es bei Bolschwitz zu einem Gefecht, bei dem das Dorf zerstört wurde. Die überlebenden Einwohner bauten den Ort zunächst nicht wieder auf. Die meisten Bewohner Lübbenaus konnten sich durch einen Rückzug in den Spreewald retten, jedoch wurden große Teile der Stadt zerstört, die Nachbarstadt Calau wurde vollständig verwüstet. 1656 wurde das im Krieg zerstörte Schulhaus von Lübbenau neu gebaut. Im Jahr 1675 gab es in Lübbenau einen Großbrand, bei dem beinahe die gesamte Stadt zerstört wurde. Am 14. Mai 1688 wurden die vor dem Stadttor gelegenen Gebiete Recklin, Kampe, Berge und Haag in das Stadtgebiet Lübbenaus aufgenommen. Dabei handelte es sich weitgehend um Einzelsiedlungen, deren Besitzer Abgaben an die Lübbenauer Standesherren bezahlen mussten.

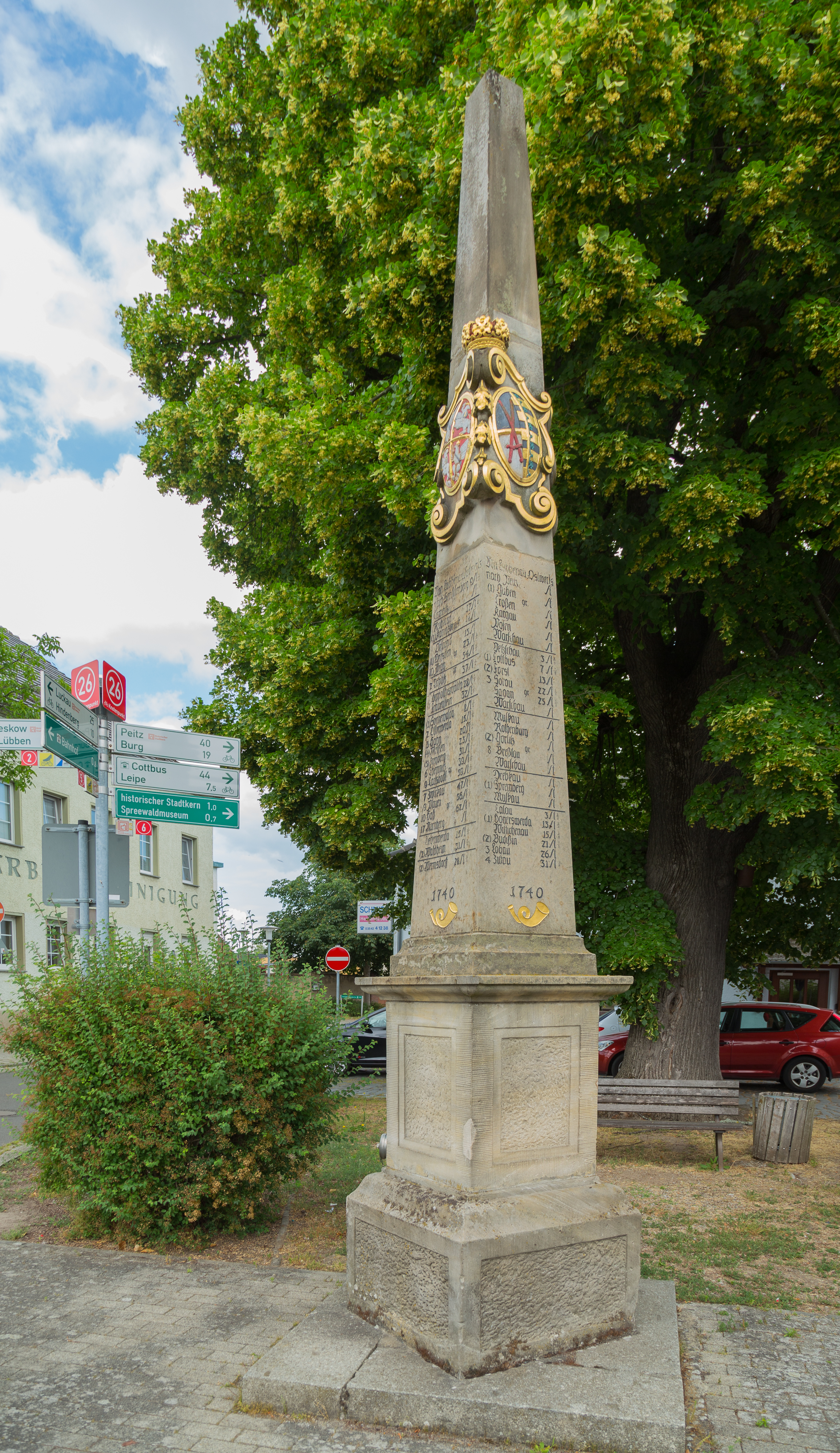
Kursächsische Postmeilensäule von 1740

1694 wurde wieder ein neues Schulhaus gebaut, das am 12. April 1696 eingeweiht werden konnte. Im Jahr 1703 wurde auf Anweisung der Gräfin zu Lynar erstmals eine feste Verkehrsverbindung in Form eines Knüppeldamms in den Nachbarort Boblitz geschaffen, indem mehrere starke Holzstämme vor- und übereinander gelegt und diese mit Kies überschüttet wurden. Am 15. Mai 1708 kam es zu einem weiteren Brand, bei dem 27 Gebäude der Stadt zerstört wurden. Im 18. Jahrhundert wurde zunehmend damit begonnen, die in Lübbenau landwirtschaftlich erzeugten Produkte wie Gurken, Zwiebeln und Meerrettich auch in die weiter entfernten Städte Dresden, Berlin und Leipzig zu exportieren. Zwischen 1738 und 1740 wurde die heutige Kirche St. Nikolai anstelle des gleichnamigen Vorgängerbaus errichtet, die erste Predigt in der neuen Kirche fand am 12. Februar 1741 statt.
Von 1744 bis 1746 entstand das Cavaliershaus, das über eine lange Zeit als Wohnhaus der gräflichen Familie diente. Etwa in derselben Zeit, von 1745 bis 1748 entstand die Gerichtskanzlei. Das im Stil des Barock errichtete Gebäude war Standort des gräflichen Hofrichters. Später wurde sie als Bibliothek und Museum genutzt. Am 3. Oktober 1745 brach in Lübbenau erneut ein Stadtbrand aus. Nach dem Siebenjährigen Krieg musste die Stadt Lübbenau 11.515 Taler als Kontribution an Preußen zahlen. 1780 wurde das Torhaus, in dem sich heute das Spreewaldmuseum befindet, fertig gestellt. Im Jahr 1791 kam es zu einer weiteren verheerenden Dürre in und um Lübbenau. Diese führte unter anderem dazu, dass in der Lübbenauer Umgebung die Erlen abstarben und das Dorf Leipe durch einen Brand zerstört wurde. Durch die Lage an der Spree gab es im Geschichtsverlauf vier Hochwasser. 1804 wurde der heutige Ortsteil Ragow so hoch überflutet, dass die Bewohner ihre Häuser nur mit Kähnen erreichen konnten.

### Lübbenau als preußische Stadt
Durch die Vereinbarungen des Wiener Kongresses war Lübbenau seit 1815 eine preußische Stadt. Bei der Gebietsreform im folgenden Jahr wurde Lübbenau dem Landkreis Calau im Regierungsbezirk Frankfurt der Provinz Brandenburg zugeordnet. Nach einer längeren Übergangsphase wurde dann 1830 das preußische Landrecht eingeführt. In den Jahren 1817 bis 1820 errichtete der Baumeister Siegel das Schloss Lübbenau. 1820 kam die Orangerie hinzu, um die frostempfindlichen Pflanzen des Schlosses im Winter zu schützen. Die Landschaftsarchitekten Freschke legten nach Entwürfen von Peter Joseph Lenné weiterhin einen neun Hektar großen Park im englischen Stil an. Dort befindet sich neben dem Schlossteich mit Entenhaus und Eiskeller auch der Lehder Teich, der gleichzeitig den östlichen Endpunkt der Anlage darstellt. Während der Revolutionen im Jahr 1848 wurde das Schloss gestürmt. 1844 wurde die Straße von Berlin nach Cottbus durch Lübbenau gebaut, im September 1866 wurde die heutige Bahnstrecke Berlin–Görlitz auf dem Abschnitt zwischen Berlin und Cottbus eröffnet.

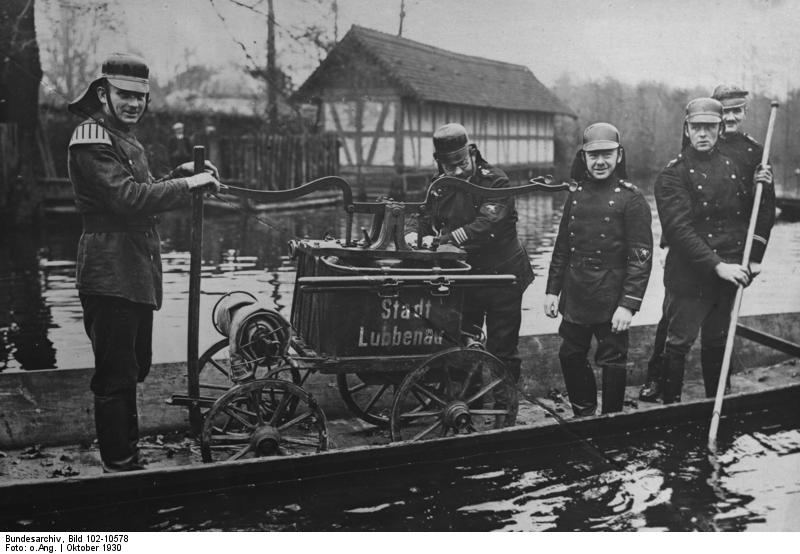
Feuerwehrleute in Lübbenau bei einer Übung im Jahr 1930

Bis zum Tod des Pfarrers Christian Friedrich Stempel im Jahr 1867 wurde in Lübbenau für die sorbischsprachigen Einwohner der Stadt sowie der eingepfarrten Orte Leipe, Lehde und Boblitz Gottesdienst auch in niedersorbischer (wendischer) Sprache gehalten. Bei der Volkszählung vom 1. Dezember 1871 setzte sich die Bevölkerung der Stadt Lübbenau wie folgt zusammen: Es gab 441 Wohngebäude und 761 Haushalte. Insgesamt hatte die Stadt 3330 Einwohner, was Lübbenau zur größten Stadt des Kreises Calau machte. Von den Einwohnern waren 1549 männlich und 1781 weiblich. Der Großteil der Einwohner (3310) waren evangelisch-lutherischer Konfession, zudem lebten 19 katholische und ein jüdischer Bürger in der Stadt. 735 Einwohner waren Kinder unter dem Alter von zehn Jahren. Zusätzlich gab es im Schlossbezirk Lübbenau 17 Familien und 105 Einwohner, davon waren 41 männlich und 64 weiblich. 104 Einwohner waren evangelisch-lutherisch und einer katholisch, 19 Einwohner waren jünger als zehn Jahre alt. Am 12. Mai 1873 schlug der Blitz in den Turm von St. Nikolai ein, wodurch der Turm in Brand geriet. Dieser Brand war Anlass für die Gründung des Lübbenauer Feuerwehrvereins am 24. Juni desselben Jahres, aus dem später die Freiwillige Feuerwehr Lübbenau hervorging. Arnošt Muka ermittelte 1884 für seine Statistik über die sorbische Bevölkerung in der Lausitz von 3805 Einwohnern 150 Sorben, also einen Anteil von rund vier Prozent. Die sorbische Sprache ist in der Lübbenauer Umgebung im 21. Jahrhundert noch durch Gewässer-, Flur-, Familien- und Pflanzennamen zu finden.

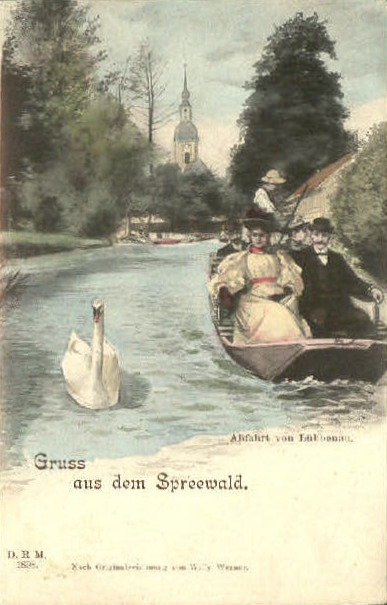
Touristen in Lübbenau auf einer Postkarte von 1900

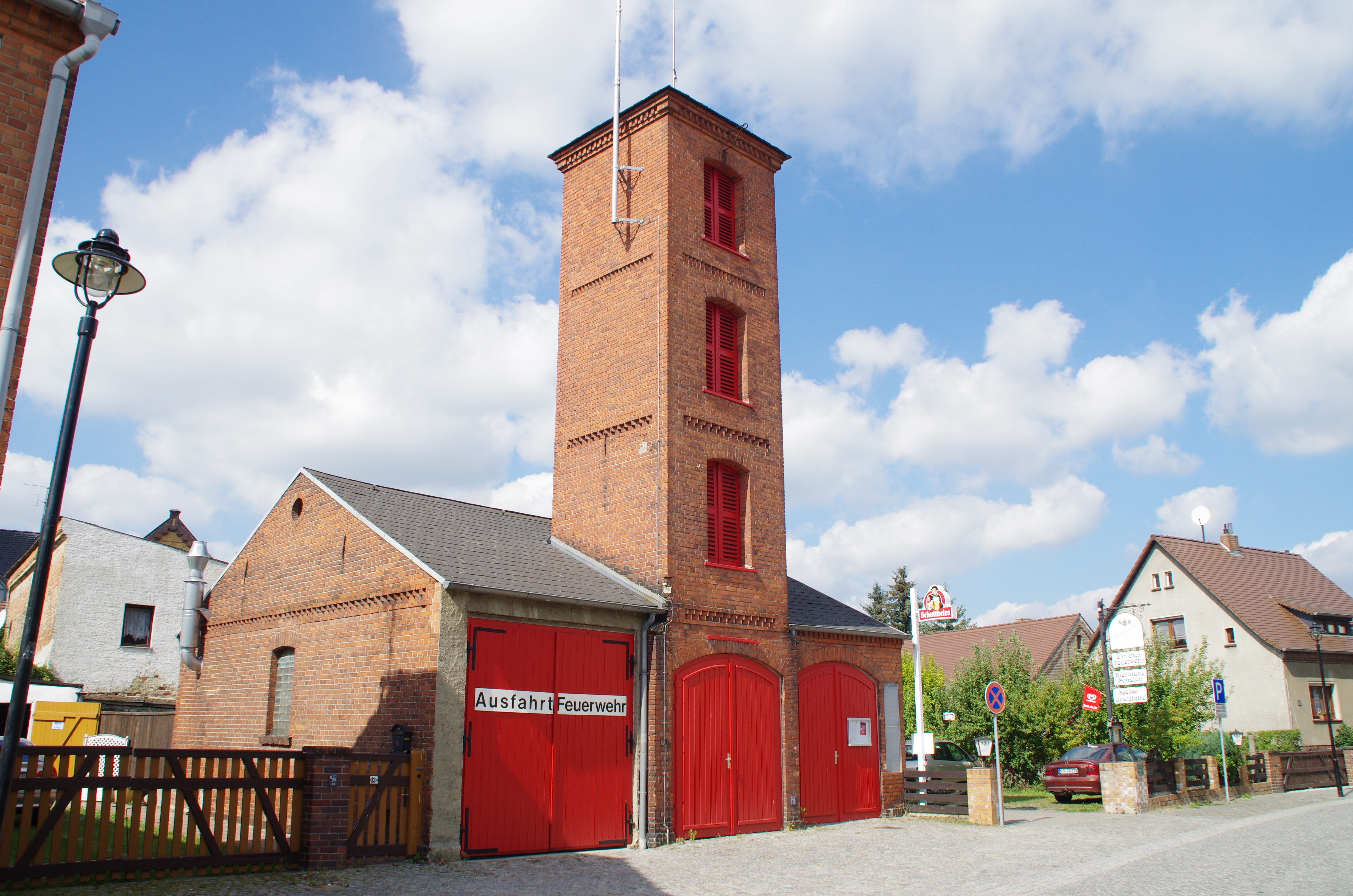
Um 1900 errichtetes Spritzenhaus der Freiwilligen Feuerwehr Lübbenau

Die touristische Erschließung des Spreewaldes begann im Jahr 1882, als der Lübbenauer Lehrer Paul Fahlisch begann, organisierte Kahnfahrten anzubieten und in Berlin, Dresden und Leipzig aktiv Werbung dazu betrieb. Am 15. April 1894 wurde das nördlich von Lübbenau gelegene Gasthaus auf der Insel Wotschofska eröffnet. Diese war zunächst nur über den Wasserweg zugänglich, bevor am 20. September 1911 ein Fußweg zu diesem Lokal freigegeben wurde. Im Jahr 1898 erfolgte der Bau einer Mädchenschule, die am 10. April 1898 eingeweiht wurde. Am 25. November 1905 wurde Lübbenau an das Stromnetz angeschlossen, das dazugehörige Elektrizitätswerk wurde in Recklin gebaut. 1908 gründete sich der erste Fährmannsverein des Spreewaldes. Mit der Volkszählung vom 1. Dezember 1910, die Stadt hatte damals 4123 Einwohner, erhielten die Gebäude der Stadt Lübbenau erstmals Hausnummern. Bis 1921 wurden die vorstädtischen Straßen, die die Stadt mit dem Bahnhof verbinden sollten, fertig gestellt. Am 8. November 1921 folgte der Anschluss von Lübbenau an das Telefonnetz. 1929 wurde die erste Landverbindung zwischen Lübbenau und dem Spreewalddorf Lehde für den Verkehr freigegeben, vorher war der Ort nur über Wasserwege zu erreichen. Am Totensonntag 1934 wurde vor der Stadtkirche ein Kriegerdenkmal aufgestellt, dieses wurde 1962 wieder abgerissen.
In der Zeit des Nationalsozialismus wurden auch in Lübbenau Juden verfolgt. Der jüdische Tierarzt Max Plessner wurde während des Novemberpogrome 1938 im KZ Sachsenhausen inhaftiert und beging August 1942 in Lübbenau Suizid. Die ebenfalls jüdische Lübbenauerin Beatrice Ledermann beging drei Monate später Suizid, kurz vor der bevorstehenden Deportation. Am 23. Januar 1944 wurde das Schloss Lübbenau durch einen Brand stark beschädigt. Nach der Beteiligung Wilhelm Graf zu Lynars am Attentat auf Adolf Hitler am 20. Juli 1944, für dessen Vorbereitung Lynar sein Schloss Seese zur Verfügung gestellt hatte, wurde die Familie Lynar enteignet. Mit dem nahenden Ende des Zweiten Weltkrieges erfolgte am 19. April 1945 ein Bombenangriff auf den Güterbahnhof in Lübbenau, wobei das Kohlendepot in Brand geriet. Die Verteidigung der Stadt wurde im späteren Tagesverlauf aufgegeben, am frühen Morgen des 20. April 1945 wurde Lübbenau von der vorrückenden Roten Armee eingenommen.

### Zeit der DDR und Bau der Neustadt
In der Sowjetischen Besatzungszone gehörte Lübbenau weiterhin zum Landkreis Calau. Die Standesherrschaft Lübbenau ging als Folge der Bodenreform in der SBZ zu Volkseigentum und das Gutsland an Neubauern aufgeteilt. Am 7. Oktober 1949 wurde aus der SBZ die Deutsche Demokratische Republik gebildet. Am 1. Juli 1950 wechselte die Stadt Lübbenau mit einigen umliegenden Gemeinden aus dem Landkreis Calau in den Landkreis Lübben. Mit der DDR-Kreisreform am 25. Juli 1952 wurde die Stadt wieder dem neu gebildeten Kreis Calau im Bezirk Cottbus zugeordnet.

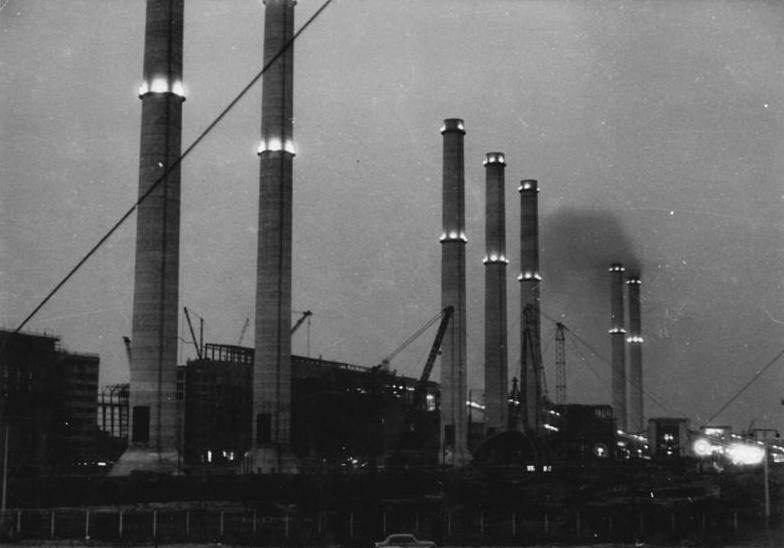
Das Kraftwerk Lübbenau bei Nacht im November 1961

Während der DDR wurde in der damaligen Maxim-Gorki-Straße (heutige Dammstraße) eine Zweigstelle des VEB Trikotagenwerke Lübben eröffnet. Trotzdem blieb Lübbenau zunächst eine Kleinstadt mit sich schwach entwickelnder Textil- und Lebensmittelindustrie sowie Fremdenverkehrsgewerbe. Mit dem Bau des Kraftwerkes Lübbenau sowie der Eröffnung der Braunkohletagebaue Seese-West und -Ost änderte sich die wirtschaftliche und soziale Struktur in der Stadt erheblich. Das Kraftwerk Lübbenau, ein Braunkohlekraftwerk mit einer installierten Leistung von 1,3 GW, war vom 17. Dezember 1959 bis zum 30. Juni 1996 in Betrieb. Es war zu seiner Zeit das größte Dampfkraftwerk Europas. Durch arbeitsbedingten Zuzug, insbesondere aus den DDR-Bezirken Karl-Marx-Stadt, Magdeburg, Halle und Erfurt stieg die Einwohnerzahl zwischen 1946 und 1976 von 5.626 auf etwa 22.000 Einwohner an. Dazu kamen noch die Bewohner der wegen des Tagebaus aufgegebenen Ortschaften. Zu dieser Zeit wies Lübbenau einen überdurchschnittlich hohen Anteil an Kindern sowie Personen im erwerbsfähigen Alter auf.

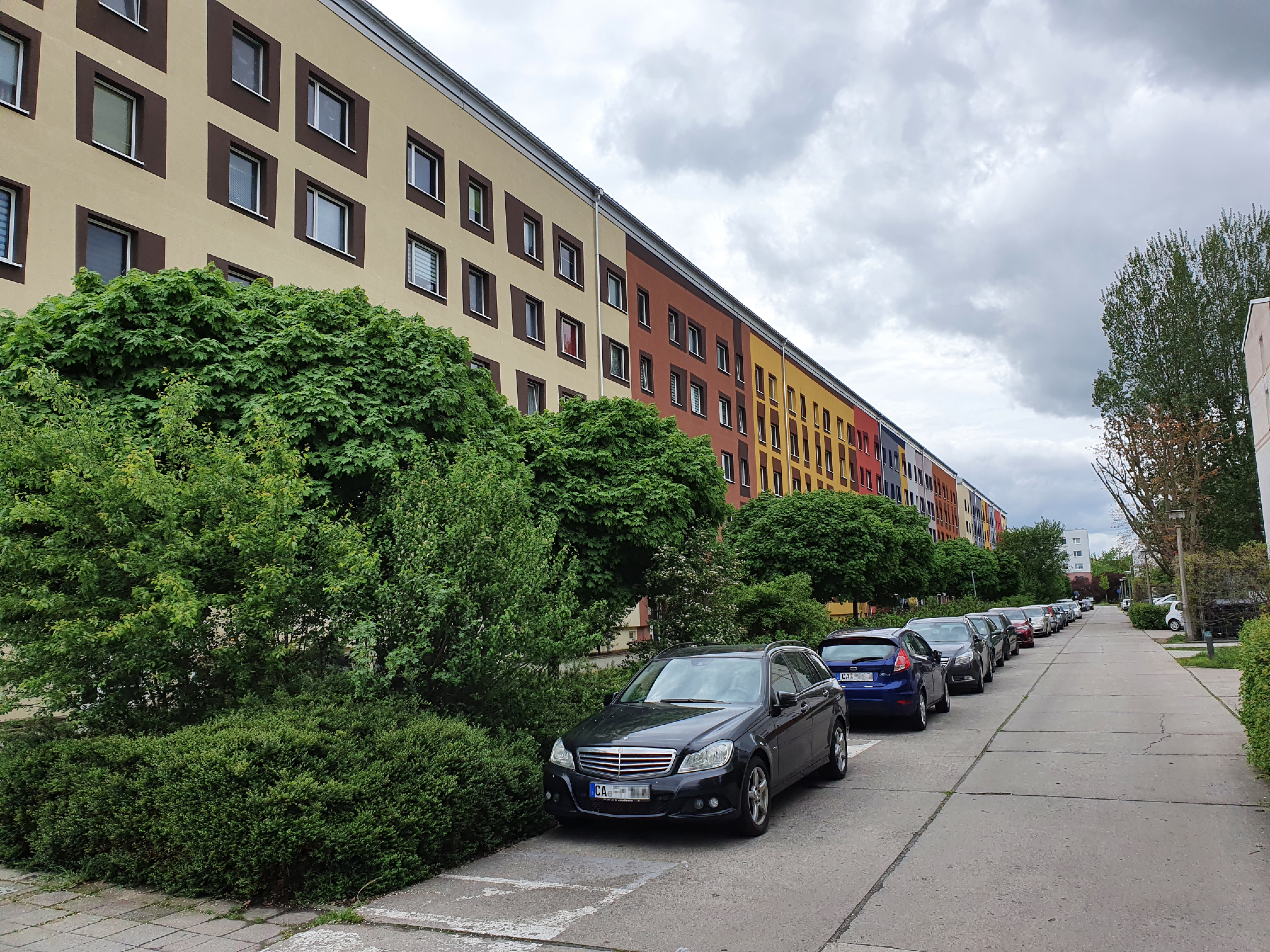
Sanierter Plattenbau in der Geschwister-Scholl-Straße

Zwischen 1946 und 1975 wurden in Lübbenau etwa 6.000 ferngeheizte Wohnungen in Plattenbauweise mit der entsprechenden Infrastruktur (Schulen, Kindergärten, Poliklinik, Kaufhaus) in der heutigen Neustadt errichtet. Die Zahl der Schulen erhöhte sich im gleichen Zeitraum auf sieben. Während 1956 in Lübbenau nur 255 Beschäftigte in der Industrie arbeiteten, waren 1971 beinahe 7.000 Beschäftigte in der Industrie tätig. 1954 wurde aus dem Fährmannsverein die noch im 21. Jahrhundert bestehende Kahnfährgenossenschaft. Im Jahr 1971 schloss ein Sägewerk Am Holzgraben in der Dammstraße. Der Fließ trägt seinen Namen nach den Holzstämmen, die dort angeflößt wurden. Im Jahr 2019 ist dort ein naturbelassener Hafen. Die in Plattenbauweise errichtete Neustadt wurde in den 1960er und 1970er Jahren durch Gaststätten, Geschäfte, Sportplätze und Grünanlagen weiter ergänzt und wächst heute im Südwesten bis an den Ortsteil Zerkwitz und den Gemeindeteil Kleeden und im Norden bis an die Landesstraße 49 heran.

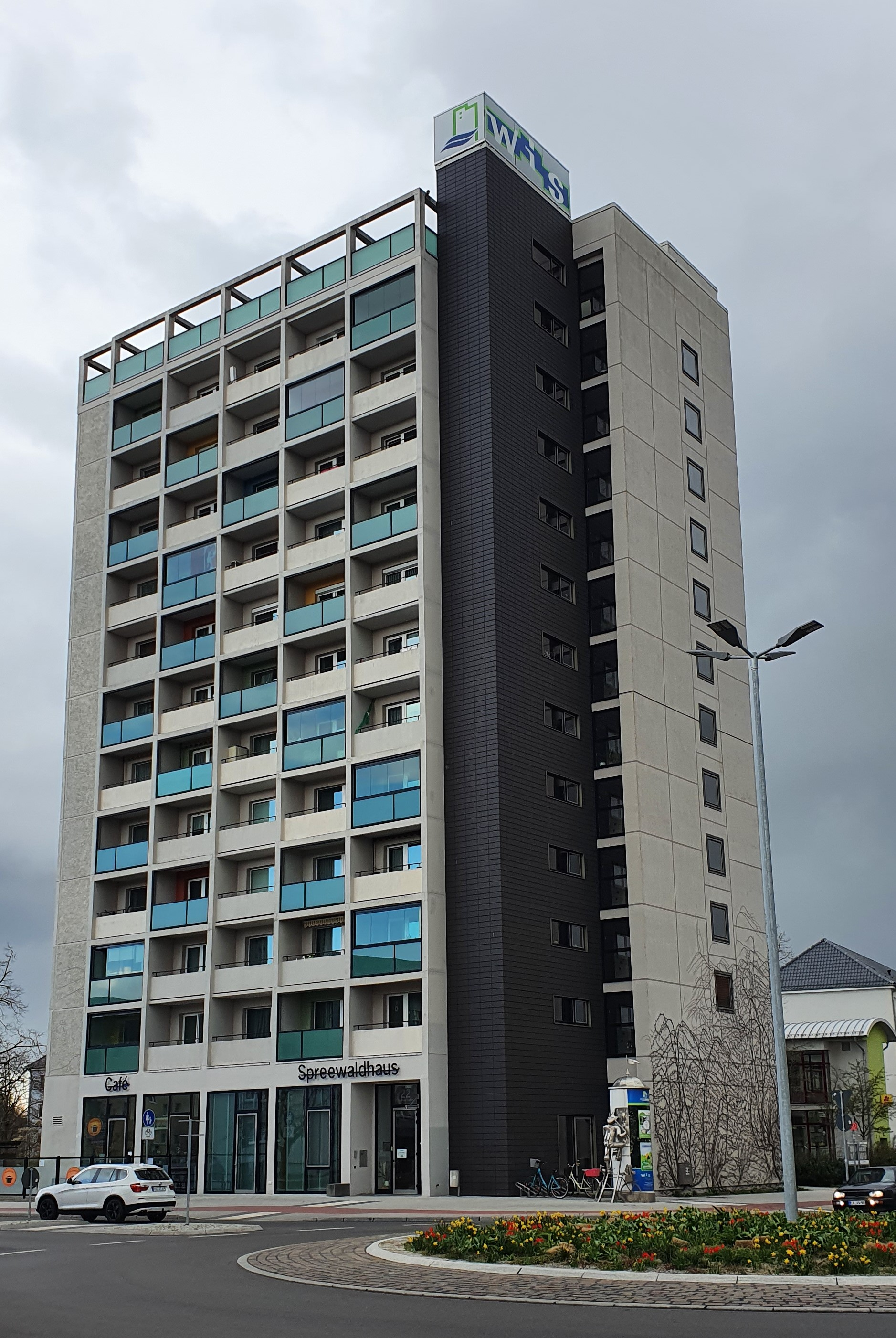
Das Spreewaldhaus am Roten Platz

Die ersten Plattenbauten entstanden im Mai 1958, für Lübbenau wurde ein eigener Plattenbautyp entworfen, dessen Konzept später auch in anderen Städten Anwendung fand. Nach Planungen aus den 1960er Jahren sollte die Neustadt bis zum Jahr 2000 rund 30.000 Einwohner aufnehmen können. 1960 wurde bereits die zweite Polytechnische Oberschule eingeweiht, sodass im Schuljahr 1960/61 427 Kinder in 23 Schulklassen eingeschult werden konnten. Die Einwohnerzahl hatte sich zwischen 1950 und 1960 bereits verdoppelt. Die am 11. November 1960 eröffnete Kaufhalle der Handelsorganisation war damals die größte Kaufhalle des Bezirks Cottbus. Anfang 1965 wurde das Punkthochhaus „Spreewaldhaus“ am Roten Platz mit 155 Apartmentwohnungen eingeweiht. Im Jahr 1966 führte ein Team der Technischen Universität Dresden in der Lübbenauer Neustadt Messungen durch, bei denen eine erhöhte Luftverunreinigung durch Flugasche und Schwefeldioxid festgestellt wurde. Des Weiteren wurden bei den Einwohnern der Neustadt vermehrt Lungenerkrankungen und verschiedene Blutkrankheiten festgestellt, die Einwohner hatten eine im Vergleich zum Rest der DDR um fünf bis zehn Jahre gesenkte Lebenserwartung. Daraufhin wurde überlegt, den Bau weiterer Wohnblöcke in der Neustadt vollständig einzustellen. Da dies jedoch einen industriellen Zusammenbruch zur Folge gehabt hätte und der Wohnraum für die umgesiedelten Einwohner der devastierten Ortschaften Seese und Tornow benötigt wurde, wurde die Erweiterung der Neustadt fortgeführt.
Zwischen 1969 und 1973 wurde der Bereich am Spreewaldhafen umgestaltet. Am 28. Oktober 1970 wurde mit der Schulsporthalle der Polytechnischen Oberschule „Werner Seelenbinder“ die zu dem Zeitpunkt größte Turnhalle des Kreises Calau eingeweiht. Als letztes neues Wohngebiet in der Neustadt vor der Wiedervereinigung entstand zwischen 1985 und 1988 das inzwischen zu einem großen Teil zurückgebaute „Linden-“ bzw. „Musikerviertel“ mit Plattenbauten des Typs WBS 70. Die Wohnblöcke der Neustadt werden heute teilweise saniert und von der WIS Wohnungsbaugesellschaft im Spreewald mbH verwaltet.

### Seit der Wiedervereinigung

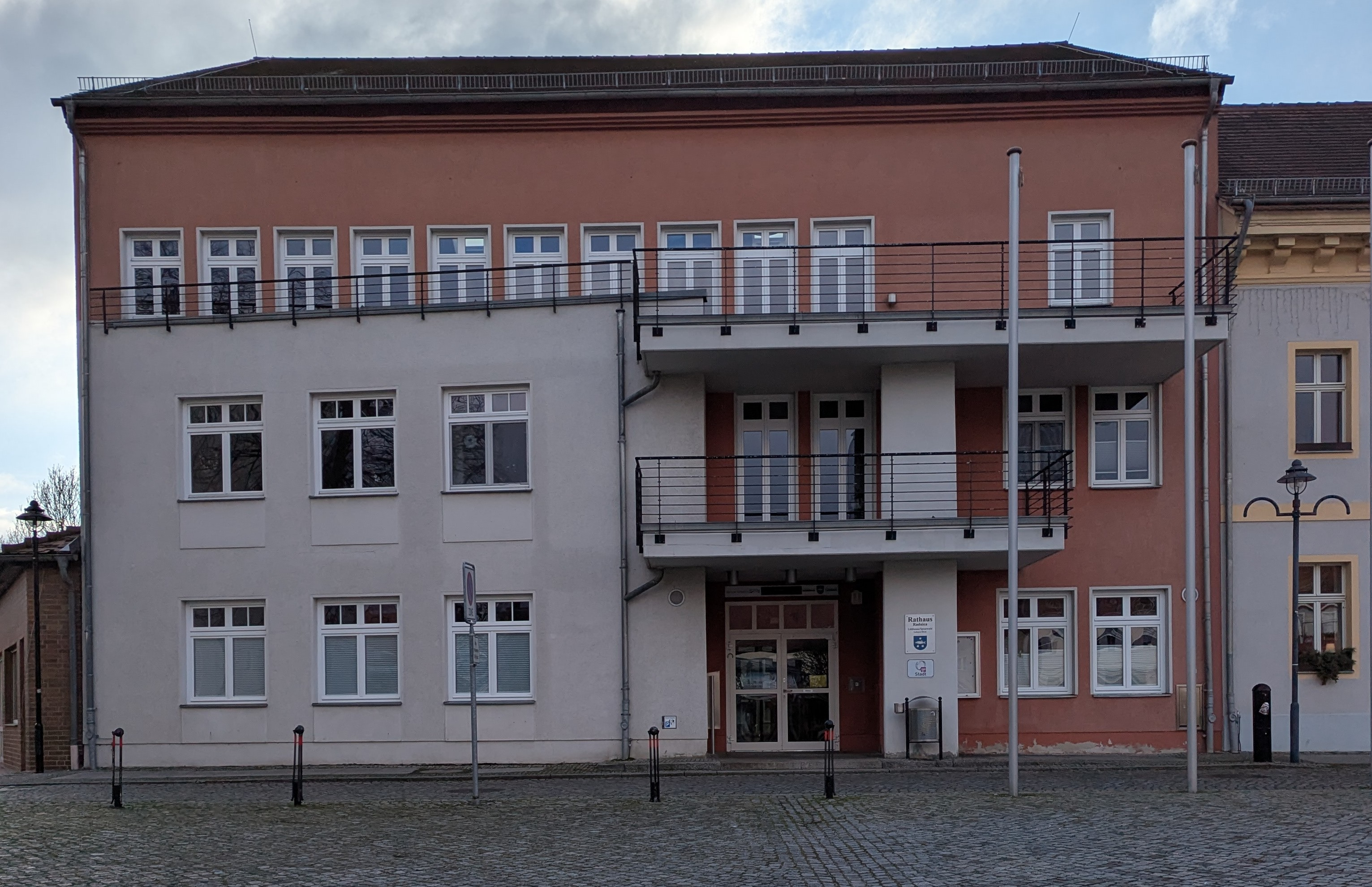
Das 1999 eingeweihte neue Rathaus am Marktplatz in der Altstadt

Nach der Wiedervereinigung gehörte die Stadt Lübbenau verwaltungstechnisch zunächst zum Landkreis Calau in Brandenburg, der am 6. Dezember 1993 durch Fusion mit dem Landkreis Senftenberg im neuen Landkreis Oberspreewald-Lausitz aufging. Noch im Landkreis Calau schloss sich die Stadt am 21. Juli 1992 mit zehn weiteren Gemeinden zum Amt Lübbenau/Spreewald zusammen. Am 24. November 1994 wurde das Einkaufszentrum „Spreewald Kolosseum“ in der Neustadt eröffnet. Im Januar 1998 erfolgte die amtliche Umbenennung der Stadt in Lübbenau/Spreewald. Zudem hat die Stadt seit 1998 die Berechtigung, in Verbindung mit dem Gemeindenamen die Bezeichnung „Staatlich anerkannter Erholungsort“ zu führen. Im Zuge dieser Entwicklung ließ die Stadt den Landungsplatz am Großen Spreewaldhafen in den Jahren 1999 und 2005 um- und ausbauen. Mitte der 1990er Jahre eröffnete der Hafen am Mühlenwehr. Am 30. Juni 1996 wurde der Betrieb des Kraftwerks Lübbenau eingestellt, die Gebäude wurden bis 2010 abgerissen. 1999 wurde das neue Lübbenauer Rathaus am Altmarkt eingeweiht.
Aufgrund des Einwohnerrückgangs in der Neustadt wurden zwischen 2002 und 2014 etwa 1300 Wohnungen in dem Stadtteil zurückgebaut. 2006 wurde die Stadt Lübbenau in die Arbeitsgemeinschaft Städte mit historischen Stadtkernen des Landes Brandenburg aufgenommen. In diese werden nur Städte aufgenommen, die ein geschlossenes historisches Stadtbild aufweisen und dem Denkmalschutz Priorität einräumen. Im Mai 2007 wurde der sogenannte Sagenbrunnen neben der Kirche St. Nikolai eingeweiht. Ebenfalls 2007 erhielt Lübbenau eine Gold-Auszeichnung im Bundeswettbewerb Entente Florale, dies konnte die Stadt beim Wettbewerb drei Jahre später wiederholen. Am 25. Mai 2009 erhielt die Stadt den von der Bundesregierung verliehenen Titel „Ort der Vielfalt“. Ende 2009 wurde Lübbenau als Siegerstadt des bundesweiten Städtewettbewerbs Mission Olympic ausgezeichnet. Im selben Jahr wurden umfangreiche Sanierungsmaßnahmen am Schloss und im Park beendet.
Am 1. und 2. September 2012 fand der 13. Brandenburg-Tag in Lübbenau statt. Zwischen 2018 und 2020 wurde der sogenannte „Roten Platz“ in der Neustadt umgestaltet. Die 1960 eröffnete Kaufhalle auf dem Platz wurde im Oktober 2020 abgerissen, an ihrer Stelle entstand ein neuer Supermarkt. Am 18. Juli 2023 erfolgte der erste Spatenstich für ein Verkehrsbaugroßprojekt, bei dem die Landesstraße 49 verlegt und die Bahnübergänge der Stadt höhengleich ersetzt werden sollen. Erste Gespräche für die Beseitigung der Bahnübergänge begannen im Jahr 1998; die Baumaßnahme soll bis 2027 abgeschlossen werden.

### Eingemeindungen
Die ersten Eingemeindungen in die Stadt Lübbenau erfolgten am 26. Dezember 1929 mit der Angliederung der Gemeinden Stottoff und Stennewitz. Am 1. Mai 1974 wurden die Gemeinden Krimnitz und Lehde, zum 1. Januar 1978 die Gemeinde Zerkwitz nach Lübbenau eingemeindet. Bei der Gemeindegebietsreform am 26. Oktober 2003 wurden die Gemeinden Bischdorf, Boblitz, Groß Beuchow, Groß Klessow, Groß Lübbenau, Hindenberg, Kittlitz, Klein Radden, Leipe und Ragow in die Stadt Lübbenau/Spreewald eingegliedert.

## Bevölkerung

### Bevölkerungsentwicklung
Anfang des 19. Jahrhunderts hatte die Stadt Lübbenau rund 2300 Einwohner. Danach stieg die Einwohnerzahl kontinuierlich leicht an. 1871 sind 3330 Einwohner verzeichnet und 1910 lebten in Lübbenau 4123 Einwohner. Danach veränderte sich die Einwohnerzahl bis zum Ende des Zweiten Weltkrieges nicht wesentlich. 1946 wurden in Lübbenau 5626 Einwohner gezählt, wobei der Einwohnerzuwachs überwiegend aus dem Zuzug von Flüchtlingen aus den deutschen Ostgebieten resultierte.
Ab den 1950er Jahren kam es schließlich zu einem starken Bevölkerungswachstum, das durch die Inbetriebnahme des Kraftwerkes Lübbenau und den damit verbundenen Zuzug von Arbeitskräften ausgelöst wurde. Ende 1959 zählte die Stadt 10.669 Einwohner und somit fast doppelt so viele wie noch zehn Jahre zuvor. Bis 1971 verdoppelte sich die Einwohnerzahl nochmals auf nun 21.198. Nach der deutschen Wiedervereinigung verlor die Braunkohle jedoch langsam ihre Bedeutung als Energieträger. 1996 wurde mit dem Tagebau Seese-Ost der letzte Braunkohletagebau in der Region um Lübbenau stillgelegt, das Kraftwerk stellte im selben Jahr den Betrieb ein. Viele Bewohner verließen daraufhin die Stadt. 2003 stieg die Einwohnerzahl durch die Eingemeindung der Gemeinden des Amtes Lübbenau/Spreewald um etwa 3000 Einwohner an.
| Jahr | Einwohner |
| ---- | --------- |
| 1875 | 3.660     |
| 1890 | 3.847     |
| 1910 | 4.123     |
| 1925 | 4.047     |
| 1933 | 4.275     |
| 1939 | 4.010     |

| Jahr | Einwohner |
| ---- | --------- |
| 1946 | 05.626    |
| 1950 | 05.626    |
| 1964 | 16.287    |
| 1971 | 21.198    |
| 1981 | 21.750    |
| 1985 | 20.979    |

| Jahr | Einwohner |
| ---- | --------- |
| 1990 | 20.668    |
| 1995 | 18.896    |
| 2000 | 16.190    |
| 2005 | 17.808    |
| 2010 | 16.820    |
| 2015 | 16.237    |

| Jahr | Einwohner |
| ---- | --------- |
| 2020 | 15.969    |
| 2021 | 15.761    |
| 2022 | 15.679    |
| 2023 | 15.731    |
| 2024 | 15.778    |

Gebietsstand des jeweiligen Jahres, Einwohnerzahl: Stand 31. Dezember (ab 1991) von 2011 bis 2021 auf Basis des Zensus 2011, ab 2022 auf Basis des Zensus 2022

### Sorbische Sprache

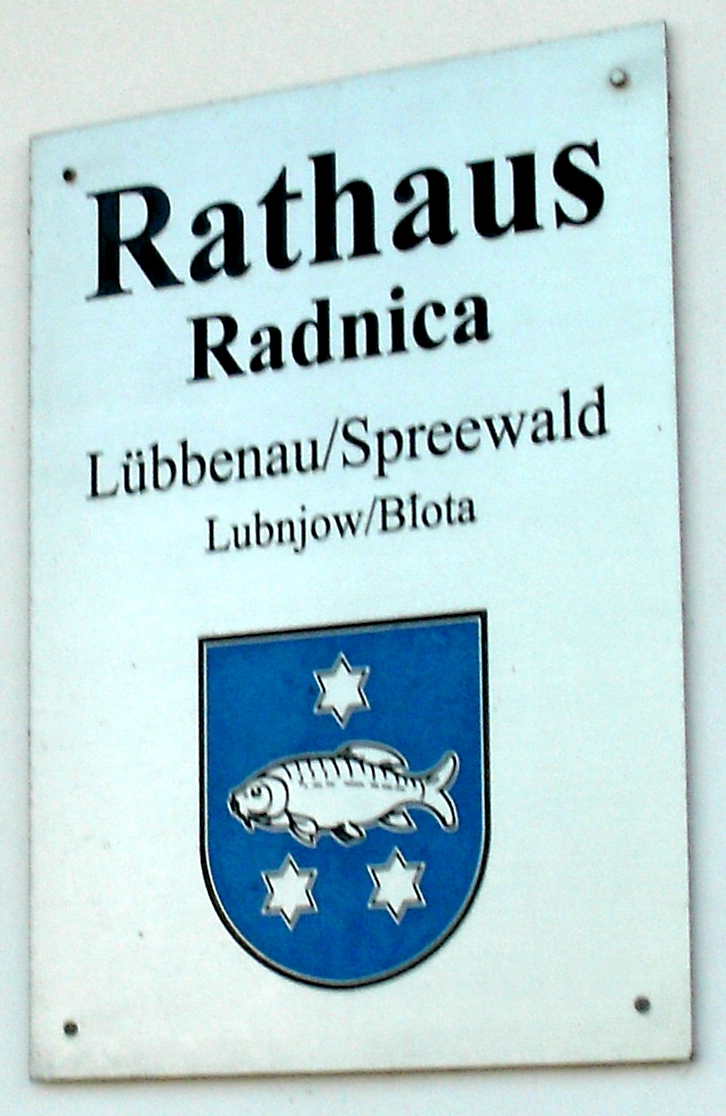
Zweisprachiges Schild am neuen Rathaus

Die Stadt Lübbenau zählt heute zum amtlichen Siedlungsgebiet der Sorben/Wenden in Brandenburg. Der Sprachforscher Jan Arnošt Smoler verortete Lübbenau im Jahr 1843 am äußersten nordwestlichen Rand des sorbischen Sprachgebietes. Bis 1867 fanden in Lübbenau sorbischsprachige Gottesdienste statt. Als der Sprachforscher Arnošt Muka in den 1880er Jahren seine „Statistik der Lausitzer Sorben“ erstellte, ermittelte er in Lübbenau einen sorbischsprachigen Bevölkerungsanteil von nur noch knapp vier Prozent. Relativ hohe sorbische Bevölkerungsanteile wiesen noch die heutigen Ortsteile Boblitz, Lehde und Leipe mit zwischen 70 und 80 Prozent Anteil auf. Muka merkte jedoch auch an, das die Kinder vor allem in Boblitz und Lehde in der Schule überwiegend Deutsch sprachen. Der endgültige Sprachwechsel in den Ortsteilen erfolgte im frühen 20. Jahrhundert. Dies hing unter anderem mit der intensiven Germanisierung zusammen, die der Preußische Staat im 19. Jahrhundert, vor allem gegen Ende des Jahrhunderts, während des so genannten Kulturkampfes, vor allem im Bildungswesen durchführte.
Im Jahr 1998 wurde der Heimat- und Trachtenverein „Rubiško“ gegründet, der sich der Fortführung sorbischer/wendischer Traditionen verschrieben hat und unter anderem das jährliche Zampern organisiert.

## Politik

### Stadtverordnetenversammlung
Die Stadtverordnetenversammlung von Lübbenau besteht aus 28 Stadtverordneten und dem hauptamtlichen Bürgermeister. Die Kommunalwahl am 9. Juni 2024 führte bei einer Wahlbeteiligung von 57,6 % zu folgendem Ergebnis:
| Partei / Wählergruppe           | Ergebnis 2024 | Sitze 2024 |        | Ergebnis 2019 | Sitze 2019 | Ergebnis 2014 | Sitze 2014 | Ergebnis 2008 | Sitze 2008 |
| ------------------------------- | ------------- | ---------- | ------ | ------------- | ---------- | ------------- | ---------- | ------------- | ---------- |
| AfD                             | 26,8 %        | 8          | 20,0 % | 6             | –          | –             | –          | –             |            |
| SPD                             | 23,0 %        | 6          | 24,2 % | 7             | 28,4 %     | 8             | 32,2 %     | 9             |            |
| CDU                             | 18,1 %        | 5          | 19,4 % | 5             | 28,9 %     | 8             | 23,8 %     | 7             |            |
| Alternative Wählergemeinschaft  | 13,4 %        | 4          | 15,1 % | 4             | 19,1 %     | 5             | 15,7 %     | 4             |            |
| Die Linke                       | 07,8 %        | 2          | 13,4 % | 4             | 18,9 %     | 5             | 24,8 %     | 7             |            |
| Freie Wähler Lübbenau/Spreewald | 04,5 %        | 1          | –      | –             | –          | –             | –          | –             |            |
| FDP                             | 03,3 %        | 1          | 03,1 % | 1             | –          | –             | –          | –             |            |
| Bündnis 90/Die Grünen           | 03,1 %        | 1          | 04,3 % | 1             | 02,7 %     | 1             | 03,6 %     | 1             |            |
| NPD                             | –             | –          | 00,5 % | –             | –          | –             | –          | –             |            |
| Einzelbewerber Jens Teichert    | –             | –          | –      | –             | 02,0 %     | 1             | –          | –             |            |
| Wahlbeteiligung                 | 57,6 %        | 57,6 %     | 55,0 % | 55,0 %        | 46,8 %     | 46,8 %        | 43,9 %     | 43,9 %        |            |

Bei der konstituierenden Sitzung der Stadtverordnetenversammlung wurden die folgenden Fraktionen gebildet: AfD (8 Sitze), SPD (6 Sitze), CDU (5 Sitze), AWG (4 Sitze), Die Linke-Bündnis 90/Die Grünen (3 Sitze) und FDP/Freie Wähler (2 Sitze). Vorsitzender der Stadtverordnetenversammlung ist Uwe Pielenz (SPD), seine Stellvertreter sind Christina Balke (CDU) und Jens Teichert (Alternative Wählergemeinschaft).

### Bürgermeister
Hauptamtliche Bürgermeister seit 1907:
| - 1907–1913: Otto Weidner - 1913–1935: Hans Beling - 1935–1942: Heinrich Henke - 1944–1945: Wilhelm Kalz (NSDAP) - 1945–1945: Karl Fuhrmann - 1945–1945: Kurt Ortloff - 1945–1945: Ernst Lehmann | - 1945–1951: Walter Resag - 1951–1952: Walter Stein - 1952–1954: Gerhard Kschiwan - 1954–1955: Heinz Menasse - 1956–1960: Paul Fischer - 1960–1982: Paul Hentschker (SED) - 1982–1990: Heinz Koschwitz (SED) | - 1990–2000: Wolfgang Seeliger (parteilos) - seit 2000: Helmut Wenzel (parteilos) |

Im Zuge der Wiedervereinigung wählten die bei den Kommunalwahlen in der DDR am 6. Mai 1990 gewählten Stadtverordneten in ihrer konstituierenden Sitzung am 23. Mai 1990 den parteilosen und von den Grünen vorgeschlagenen Wolfgang Seeliger zum Bürgermeister von Lübbenau. Am 19. Dezember 1993 wurde Seeliger als von Bündnis 90/Die Grünen aufgestellter Kandidat in der Bürgermeisterstichwahl nach den ersten Kommunalwahlen in Brandenburg mit 56,7 % der gültigen Stimmen für eine volle Amtszeit von acht Jahren gewählt. Im April 2000 trat Seeliger nach Abschluss des 65. Lebensjahres von seinem Amt zurück.
Bei der Bürgermeisterstichwahl am 26. März 2000 wurde Helmut Wenzel zum neuen Bürgermeister gewählt. In der Bürgermeisterwahl am 16. März 2008 wurde er mit 78,9 % der gültigen Stimmen in seinem Amt bestätigt (Wahlbeteiligung 29,1 %). Am 20. März 2016 wurde er für weitere acht Jahre gewählt. Er setzte sich mit 65,6 % der gültigen Stimmen gegen den Kandidaten der AfD Marian von Stürmer durch (34,4 %). Die Wahlbeteiligung lag mit 61,4 % mehr als doppelt so hoch wie 2008.
Bei der Bürgermeisterwahl am 10. März 2024 wurde Wenzel für eine vierte Amtszeit bestätigt, er setzte sich mit 61,4 % der Stimmen gegen Michael Köhler (FDP) durch, der 38,6 % erhielt. Die Wahlbeteiligung lag bei 47,5 %. Helmut Wenzel war bei den Wahlen 2000, 2008 und 2016 auf Vorschlag der CDU und 2024 als Einzelbewerber angetreten.

### Wappen
Das Wappen wurde vom Heraldiker Frank Diemar neu gestaltet und am 13. September 2001 genehmigt.
| Wappen von Lübbenau/Spreewald | Blasonierung: „In Blau ein schwimmender silberner Fisch zwischen drei (1:2 gestellten), sechsstrahligen, silbernen Sternen.“ |
| Wappen von Lübbenau/Spreewald | Wappenbegründung: Die Wappensymbolik der Stadt Lübbenau/Spreewald in Form eines von drei Sternen umgebenen Fisches ist siegelmäßig seit dem 16. Jahrhundert durchgängig nachweisbar. Das älteste Siegel (aus dem 16. Jahrhundert) ist in von Mülverstedts „Diplomatarium Ileburgense“ (Magdeburg 1877) zu finden. Es zeigt noch die von den früheren Stadtherren, „den Edlen Herren von Ileburg“, übernommenen Sterne in der ursprünglichen Anordnung, nämlich zwei über und einer unter dem Fisch. Demgegenüber ergab die von 1621 bis ins 19. Jahrhundert bestehende Zugehörigkeit der Stadt zur Standesherrschaft Lübbenau als Besitztum der Grafen zu Lynar keinen heraldischen Niederschlag auf das Stadtwappen. Die heutige Stellung der Sterne ist auch auf anderen Siegeln, teilweise auch schon vor dem 16. Jahrhundert, überliefert. |

Im Laufe der Zeit traten nur Veränderungen im Detail bei der Darstellung der Symbole auf: eine spitzere oder gedrungenere Form der drei Sterne sowie eine unterschiedliche Anzahl von Flossen des Fisches, weshalb dieser der Schmerle oder der Barbe zugeordnet wird.
Auf dem einzigen im Brandenburgischen Landeshauptarchiv vorhandenen Siegel (an einer Urkunde von 1726) wird der Fisch ohne Bauch- und Rückenflossen wiedergegeben. Auch bei der Tingierung (Farbgebung) lassen sich Abweichungen feststellen. So erscheinen im Standardwerk von Otto Hupp „Deutsche Ortswappen“ (Bremen ca. 1935) die Flossen des Fisches vergoldet. Und in Siemachers großem und allgemeinem Wappenbuch werden die Sterne in Gold beschrieben.

### Städtepartnerschaften
Lübbenau unterhält Städtepartnerschaften zu folgenden Orten:
- Oer-Erkenschwick, Nordrhein-Westfalen, seit 15. September 1990
- Halluin, Frankreich, seit 1. April 2000
- Nowogród Bobrzański (Naumburg am Bober) in Niederschlesien, Polen, seit 1. April 2000
- Pniewy (Pinne), Polen, seit 1. April 2000
- Świdnica (Schweidnitz) in Niederschlesien, Polen, seit 21. Oktober 2005
- Kočevje, Slowenien, seit 8. Januar 2018

Die Städte Oer-Erkenschwick, Halluin, Pniewy und Kočevje sind untereinander jeweils auch städtepartnerschaftlich verbunden. Die fünf Städte richten alle zwei Jahre die „Spiele der Freundschaft“ aus, bei denen Vereine aus den verschiedenen Partnerstädten in Sportwettbewerben gegeneinander antreten.

## Sehenswürdigkeiten und Kultur
In der Liste der Baudenkmale in Lübbenau/Spreewald und in der Liste der Bodendenkmale in Lübbenau/Spreewald stehen die in der Denkmalliste des Landes Brandenburgs eingetragenen Denkmale.

### Bauwerke

#### Schlösser und Herrenhäuser

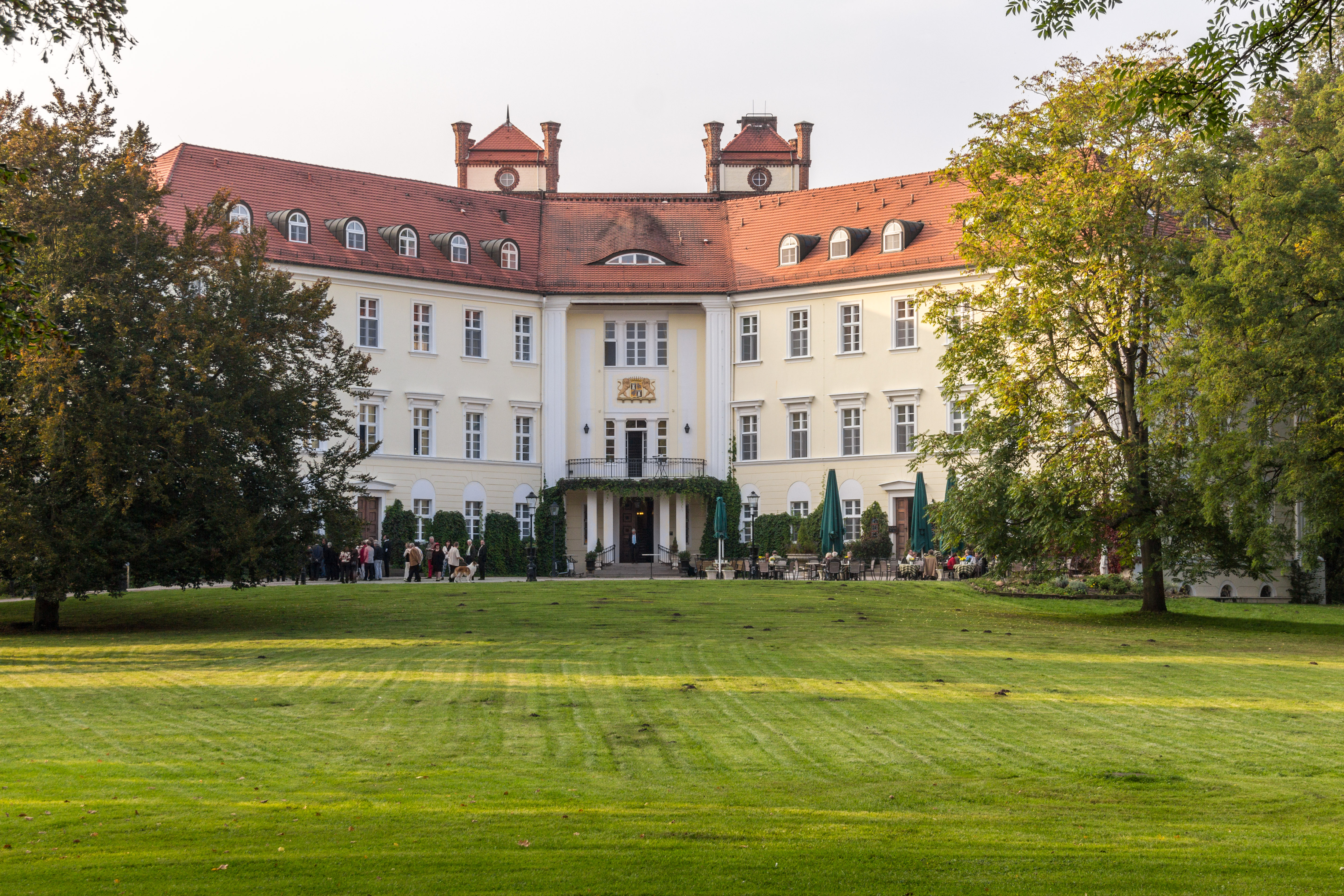
Schloss Lübbenau

Das Schloss Lübbenau ist der historische Sitz der Standesherrschaft Lübbenau und eine klassizistische Dreiflügelanlage. Ursprünglich befand sich an der Stelle eine mittelalterliche Wasserburg, die um 1600 zum Schloss umgebaut wurde. Das heutige Schloss wurde zwischen 1817 und 1820 unter Carl August Benjamin Siegel gebaut. Zwischen 1834 und 1839 erfolgte eine Veränderung des Außenbaus sowie die Ergänzung der beiden Türme. Nach dem Zweiten Weltkrieg wurden die Herren zu Lynar enteignet und das Schloss Lübbenau zu Volkseigentum. 1949 wurden in dem Schloss ein Landambulatorium und eine Entbindungsstation eingerichtet. 1963 wurde das Ambulatorium aufgelöst und das Schloss war fortan ungenutzt. Zuerst ab 1971 und ein weiteres Mal ab 1990 wurde das Gebäude umfassend saniert. Im Schlosspark entstand zu DDR-Zeiten ein Gebäude, das als Kindergarten genutzt werden sollte.

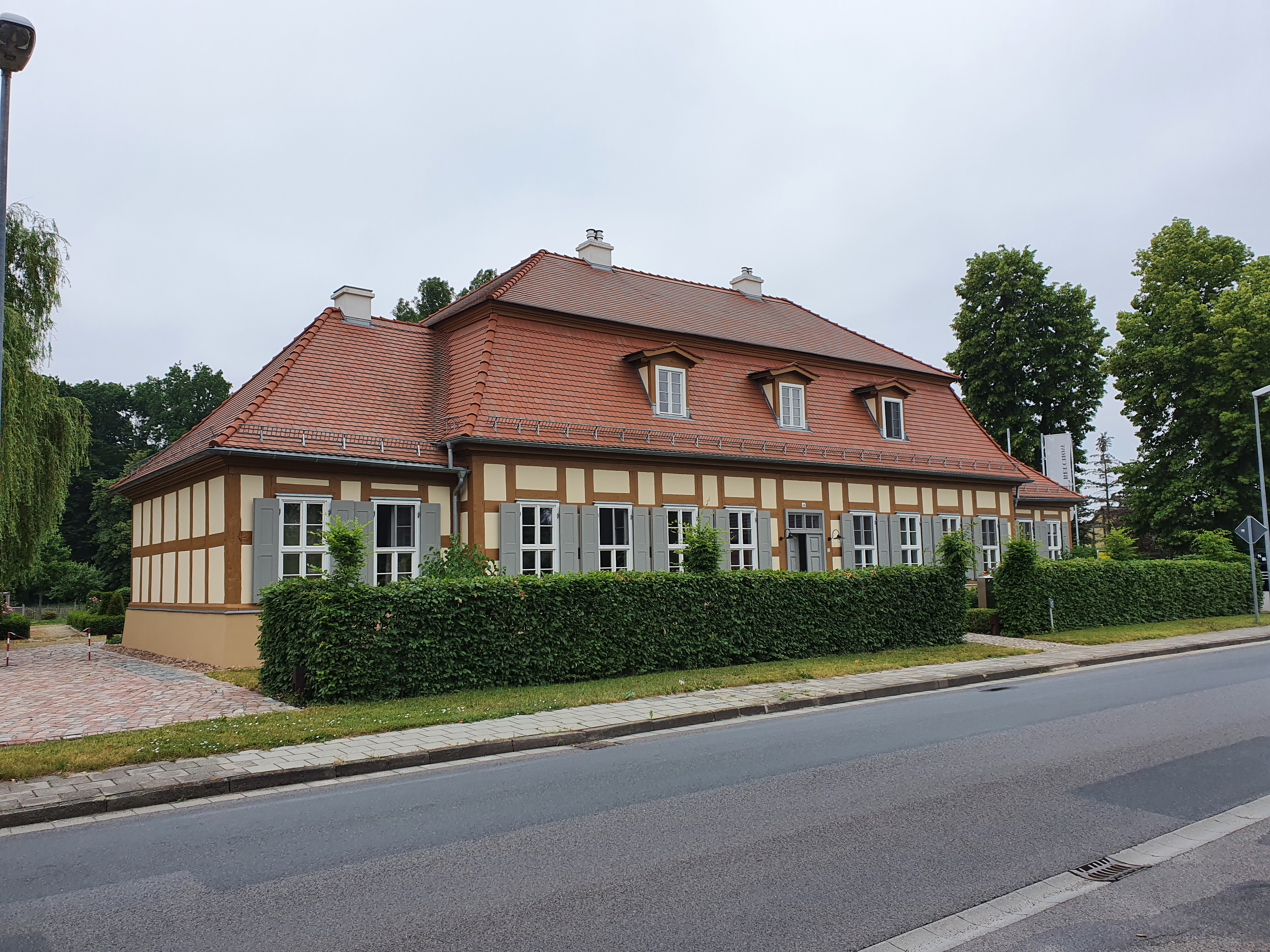
Jagdhaus im Ortsteil Groß Beuchow

Das auch als Schloss bezeichnete Jagdhaus Groß Beuchow im Ortsteil Groß Beuchow wurde in den Jahren 1746 und 1747 anstelle des zuvor abgerissenen Herrenhauses an gleicher Stelle errichtet. Der im Hinterhof befindliche Anbau war bis 1574 die Dorfkirche von Groß Beuchow, die danach aufgegeben wurde. Wie auch alle anderen Herrenhäuser in der Standesherrschaft Lübbenau gehörte das Jagdhaus zu den Besitztümern der Grafen zu Lynar. Nach deren Enteignung nach dem Zweiten Weltkrieg wurde das Gebäude ab 1952 als Kindergarten genutzt, bis dieser das Haus im Jahr 2003 aufgrund von Baumängeln verlassen musste. Seit der zwischen 2011 und 2016 erfolgten Sanierung ist das Gebäude ein Hotel.
Das Schloss Seese entstand im 15. Jahrhundert in dem heute auf Lübbenauer Gemarkung liegenden Dorf Seese. Es kam 1768 oder 1771 in den Besitz der Standesherrschaft Lübbenau und wurde ab den 1930er Jahren von den Herren zu Lynar aus Kostengründen als Hauptwohnsitz genutzt. Das Schloss wurde 1969 abgerissen, bevor das Land durch den Braunkohletagebau in Anspruch genommen wurde.

#### Sakralbauten

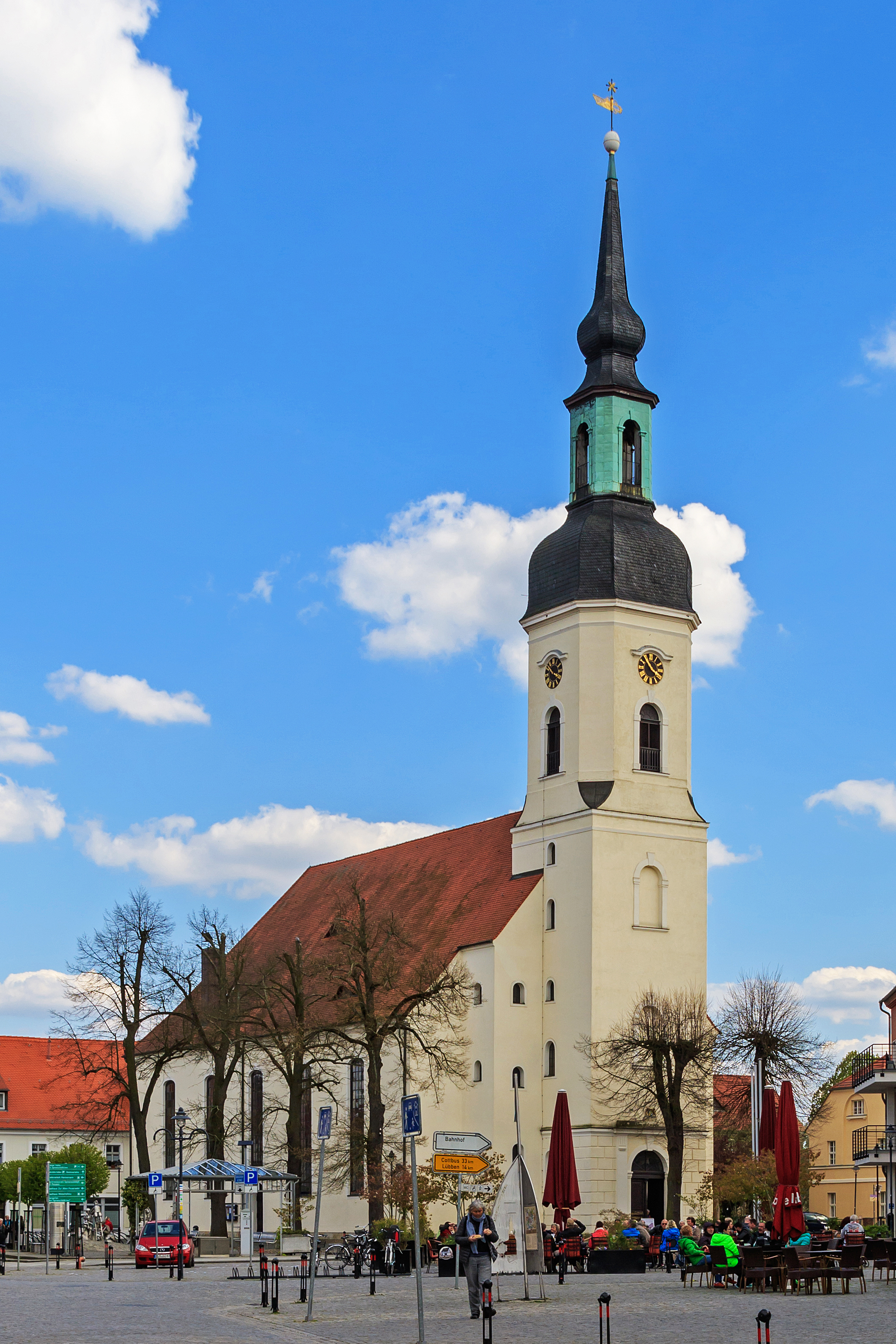
St. Nikolai

Der größte und bedeutendste Sakralbau ist die St. Nikolai in der Altstadt von Lübbenau. Die Existenz einer Kirche an der Stelle ist seit 1463 belegt, am 4. April 1500 wurde die Kirche dem heiligen Nikolaus von Myra geweiht. Die Bauzeit dieser ersten Kirche ist nicht bekannt. Im Jahr 1640 brannte der Turm der ursprünglichen Kirche nach einem Blitzschlag ab. 1736 wurde die Kirche aufgrund von Baufälligkeit gesperrt und abgerissen, an ihrer Stelle entstand bis 1741 in dreijähriger Bauzeit die heutige Kirche. Am 6. März 1738 wurde der Grundstein gelegt. Der Kirchturm stammt noch aus dem Vorgängerbau. Am 25. September 1754 wurden im Kirchturm drei Glocken installiert. Diese wurden am 28. August 1895 aufgrund ihres Alters aus dem Kirchturm entfernt und durch Glocken aus der Gießerei Gustav Collier aus Zehlendorf ersetzt. Am 26. Juli 1917 wurden die Glocken aus dem Turm genommen, um sie für die Rüstungsindustrie zugunsten des Ersten Weltkrieges einzuschmelzen.

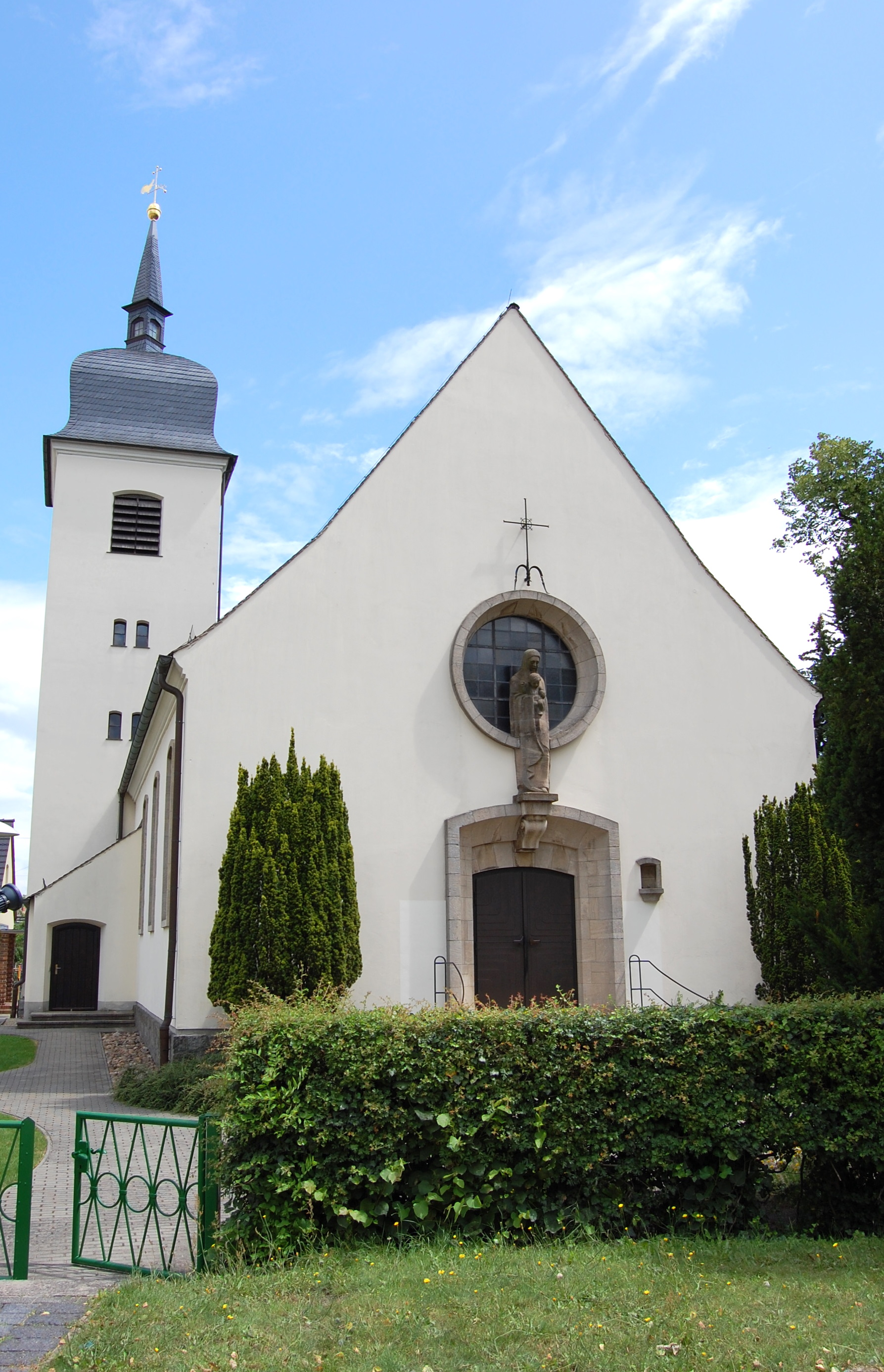
St. Maria Verkündigung

Die St.-Maria-Verkündigungskirche im Norden der Lübbenauer Neustadt ist die katholische Kirche der Stadt Lübbenau. Da der katholische Glauben seit der Reformation in Lübbenau keine besondere Rolle mehr spielte, wurde mit dem Bau der Kirche erst 1954 begonnen, als die Zahl katholischer Einwohner in Lübbenau – auch bedingt durch die Ankunft von Flüchtlingen aus den deutschen Ostgebieten nach dem Zweiten Weltkrieg – anstieg. Im November 1956 wurde die Kirche geweiht.
Bereits 1869 entstand auf dem Gebiet der Lübbenauer Neustadt die Kirche Lübbenau-Neustadt, ursprünglich als Kapelle für den dort angelegten Friedhof. Erst nach der Grundsteinlegung der Neustadt im September 1958 wurde der Bau für Gottesdienste genutzt. Der Umbau zur Kirche Lübbenau-Neustadt erfolgte ab 1959. Dabei wurden die vermauerten Fenster wieder aufgebrochen und der Bau mit einer Zwischendecke versehen. Zum 4. Advent 1959 wurde der erste Gottesdienst nach dem Umbau gefeiert, im Jahr 1965 wurde eine eigenständige Kirchengemeinde gegründet, in die auch die Dörfer Kittlitz, Eisdorf und Lichtenau eingepfarrt wurden. Nach der Devastierung von Schönfeld im Jahr 1975 kam auch dessen Ortsteil Hänchen (jetzt Schönfeld) zu der Kirchengemeinde.
Neben den drei Kirchen im Kernstadtbereich existieren noch die Dorfkirchen in den Ortsteilen Bischdorf, Hindenberg und Zerkwitz. Die Dorfkirchen von Schönfeld, Seese und Vorberg fielen dem Braunkohletagebau Seese-West, die Dorfkirche Groß Lübbenau dem Braunkohletagebau Seese-Ost zum Opfer.

#### Weitere Denkmäler
- Die Gaststätte Wotschofska liegt auf der gleichnamigen Kaupe im Spreewald und wurde 1894 gebaut.
- Das traditionsreiche Gasthaus Zum grünen Strand der Spree am Lübbenauer Hafen wurde 1879 von Heinrich Moshake eröffnet und war bis 2006 im Besitz der Familie, in der DDR war es an die Handelsorganisation verpachtet. Seit Anfang 2006 wird das Gasthaus von Jörg Schwerdtner betrieben.
- Südwestlich der Lübbenauer Altstadt steht in der Karl-Marx-Straße eine Kursächsische Postmeilensäule aus dem Jahr 1740.

### Museen

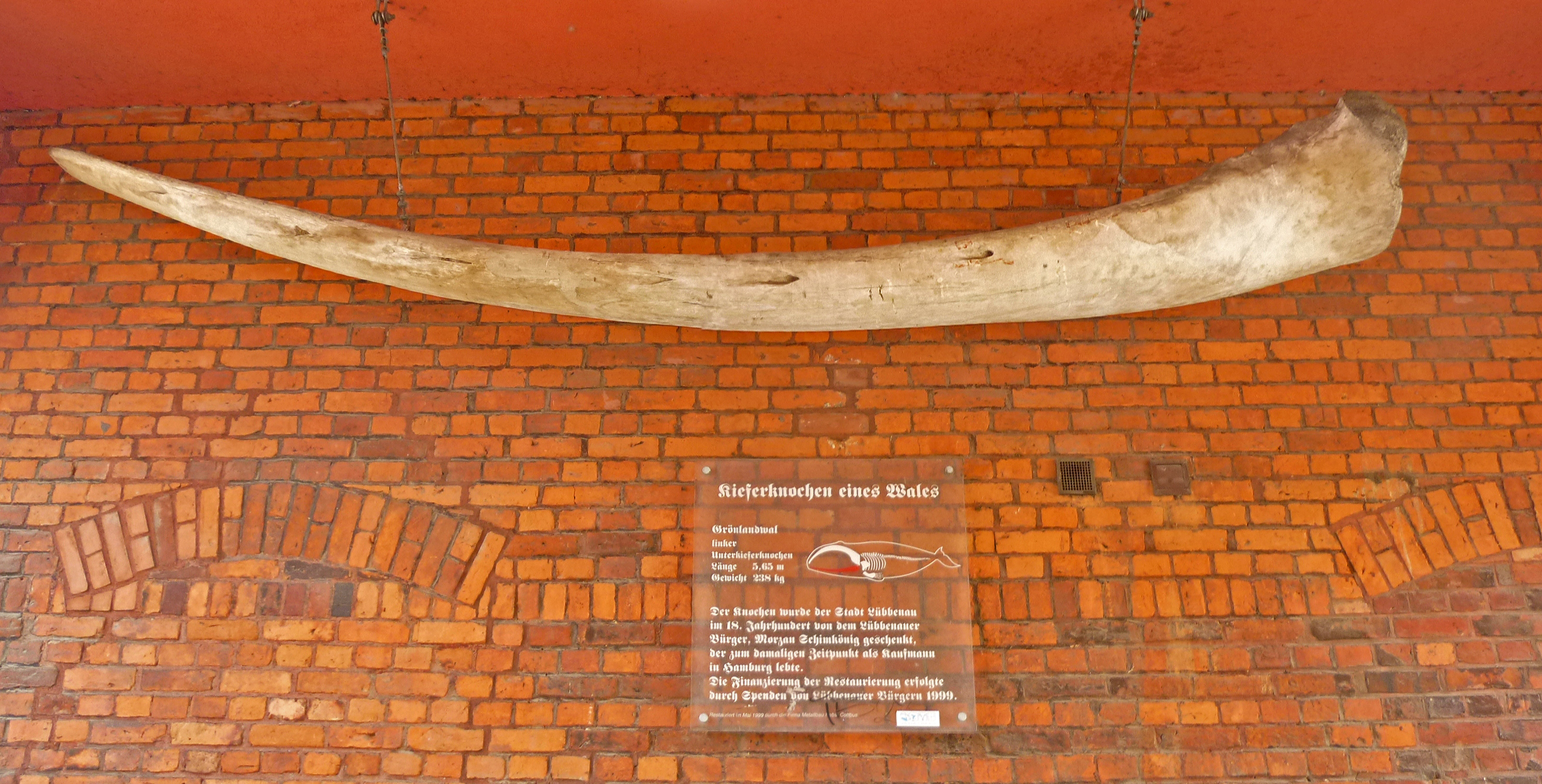
Unterkieferknochen des Grönlandwals in der Tordurchfahrt

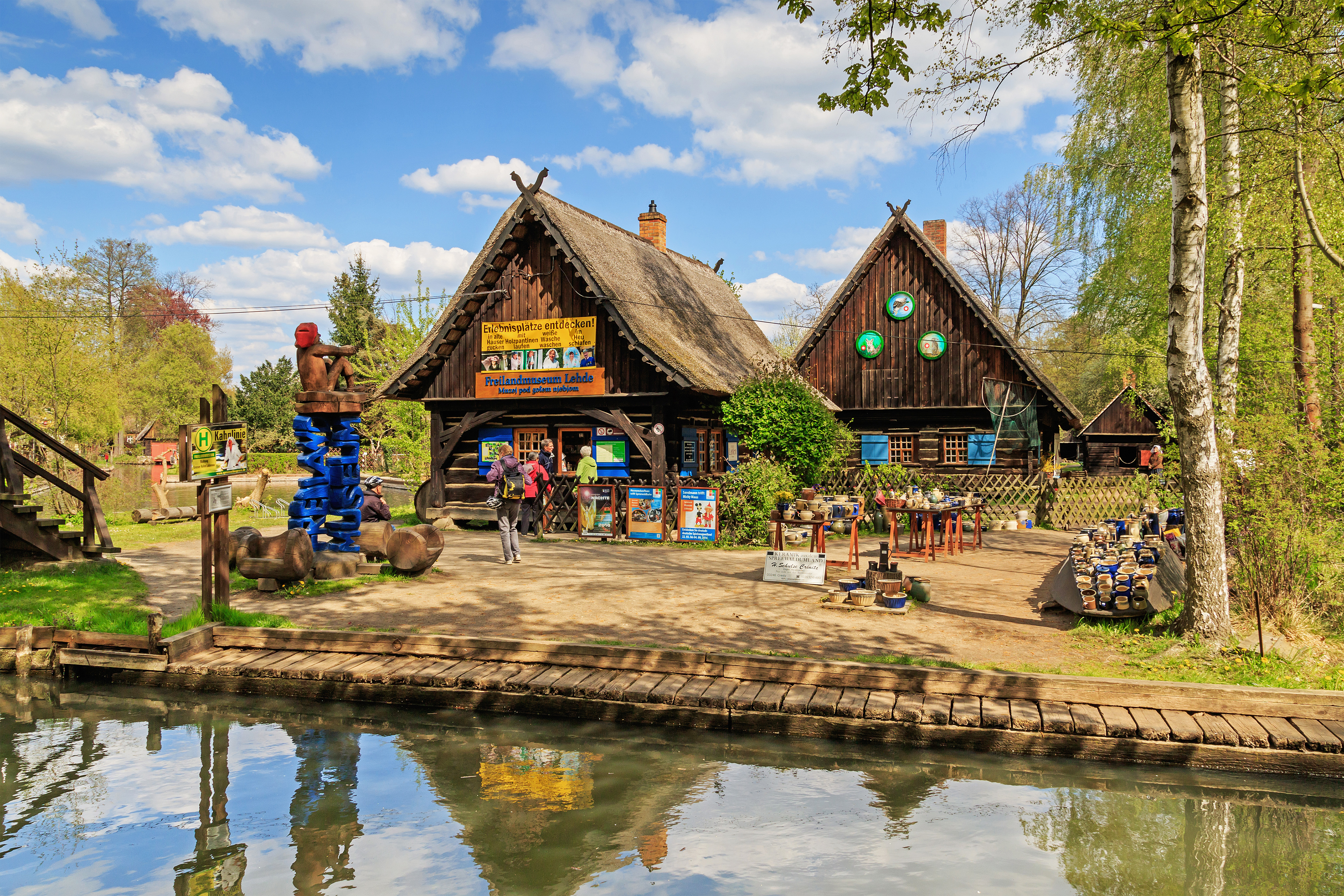
Freilandmuseum Lehde

- Das Spreewaldmuseum wurde 1899 unter anderem von Paul Fahlisch begründet und befand sich zunächst am Kirchplatz 6 hinter der Nikolaikirche. In der DDR zog das Museum in die alte Kanzlei auf dem Schlossgelände um und wurde um die Sammlung des Schlossmuseums der Grafen zu Lynar erweitert. Seit 1999 befindet sich das Museum im Torhaus am westlichen Rand der Altstadt. Unter dem Torbogen hängt der linke Unterkieferknochen eines Grönlandwals.
- Das Freilandmuseum Lehde im Ortsteil Lehde wurde 1957 eröffnet und zeigt drei translozierte für die Region typische Hofanlagen. In dem Museum befinden sich Ausstellungen zur Geschichte der Spreewaldgurken und zu sorbischen Trachten.

### Hafen und Bootsfahrten

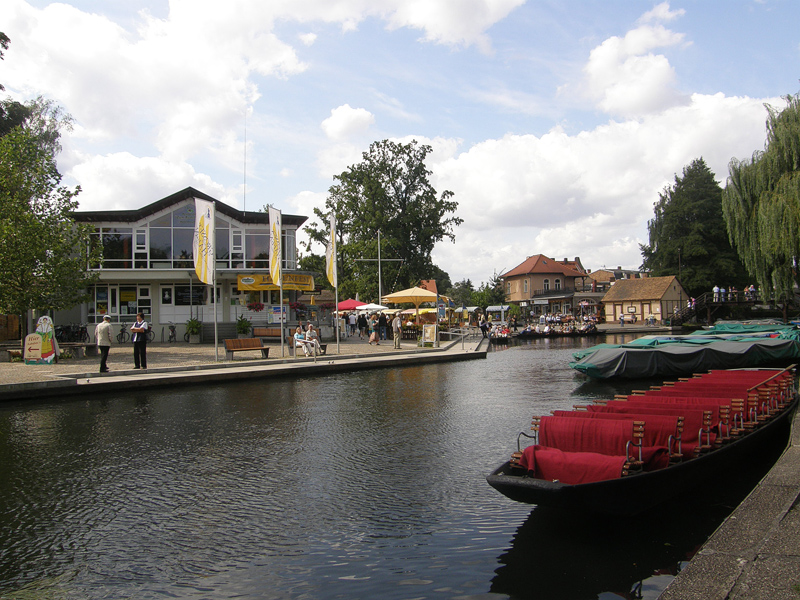
Großer Hafen in Lübbenau

Der Großen Spreewaldhafen Lübbenau ist die größte Hafenanlage im gesamten Spreewald. Von dort aus werden Kahnfahrten in den Spreewald angeboten, Abfahrten finden aber auch an anderen Stellen statt. Fontane nutzte diesen ehemaligen Verladepunkt für Gemüse und Gurken für eine Kahnfahrt. Der Lübbenauer Lehrer begann ab 1882 mit touristischen Kahnfahrten durch den Spreewald und gilt als Begründer des Tourismus in der Region. Die Kähne bestehen traditionell aus Holz, seit den 1970er Jahren aber zunehmend aus Aluminium. Sie werden durch Staken mit Holzstangen (sog. Rudel) vorangetrieben und sind mit Tischen und Bänken für bis zu 36 Personen ausgestattet. Es finden auch themenbezogene Sonderfahrten wie zum Beispiel zu den Drehorten des Spreewaldkrimis statt. Viele Anbieter vermieten Kanus, Paddelboote und Canadier.

### Regelmäßige Veranstaltungen
Vor Ostern findet regelmäßig im Spreewaldmuseum die Lübbenauer Ostereiermesse mit der Ausstellung und dem Verkauf sorbischer Ostereier statt. Seit 2003 findet jeweils Ende April der Spreewaldmarathon statt, der auf verschiedenen Strecken auch durch Lübbenau führt. Jährlich am 1. Mai wird auf der Lübbenauer Sandbahn das Motorrad-Sandbahnrennen ausgetragen. Am ersten Juliwochenende findet das alljährliche Spreewald- und Schützenfest mit Kahnkorso statt. Anfang August jedes Jahres ist die Hansewoche der Veranstaltungshöhepunkt. Diese zieht mit dem Hafenfest, den Spreewälder Filmnächten und den Spreewälder Lichtnächten zahlreiche Besucher an. Im September findet jährlich das Lindenfest als Stadtfest der Lübbenauer Neustadt statt. Kulinarisches rund um den Fisch ist Thema der Spreewälder Fischwochen im November.

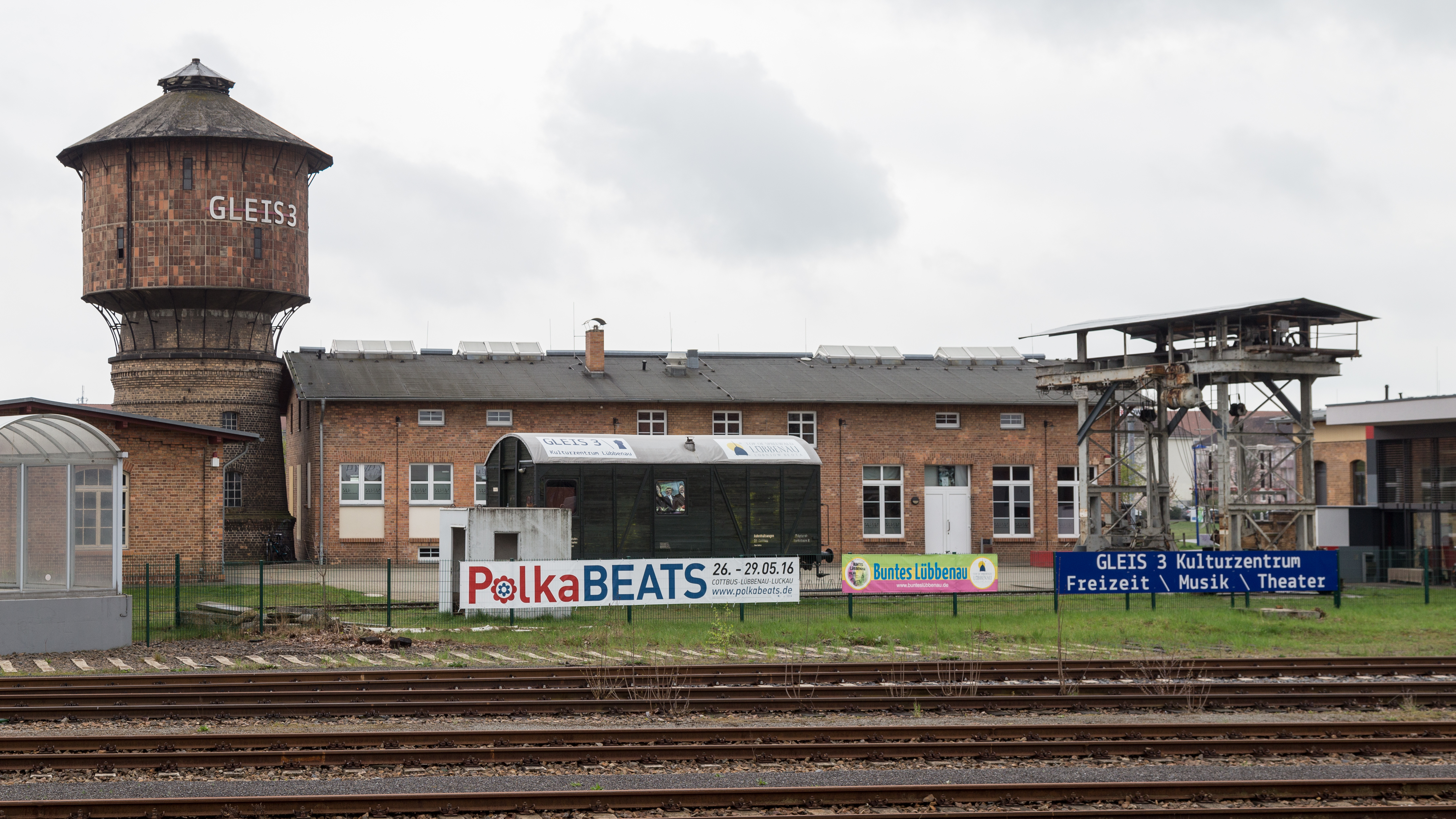
Kulturzentrum GLEIS 3

Südlich des Bahnhofsgebäudes befindet sich das Kulturzentrum Lübbenaus, das GLEIS 3. In einem ehemaligen Bahnbetriebswerk finden unter der Leitung der Bunten Bühne, des Kulturhofs sowie der Lübbenaubrücke zahlreiche kulturelle Veranstaltungen statt. Neben Theater, Kabarett, Konzerten und Seminaren werden Kreativwerkstätten, Ferienangebote sowie Räumlichkeiten für private Feiern angeboten. Vom Kulturzentrum besteht über den ab ca. 2014 angelegten sinusförmigen Energieweg eine Verbindung in Richtung der Neustadt. Den Weg säumen 34 Isolatoren sowie eine sieben Meter hohe Skulptur aus originalen Einzelteilen eines Eimerkettenbaggers.

## Wirtschaft und Infrastruktur

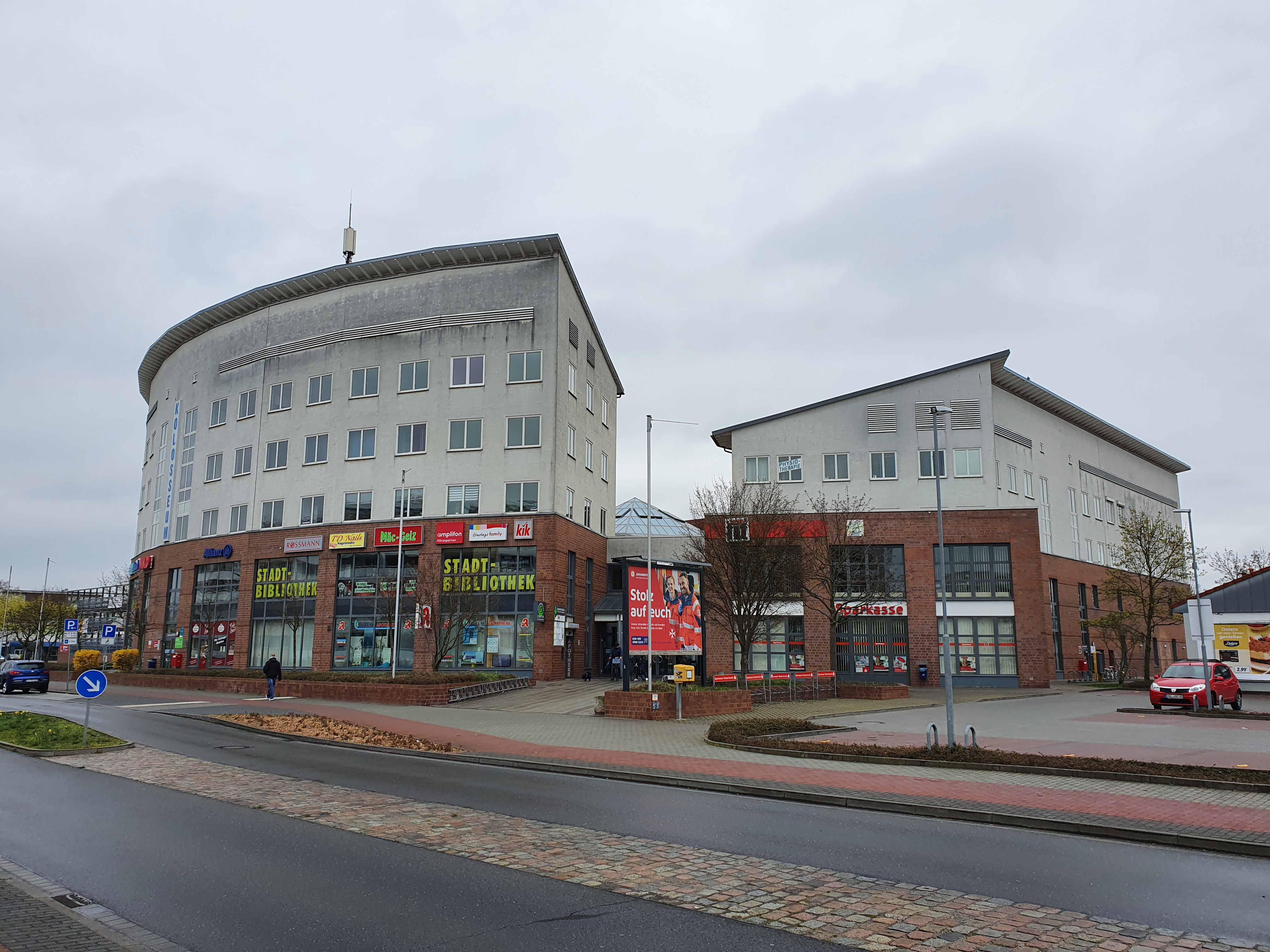
Einkaufszentrum „Kolosseum Spreewald“

Die Stadt Lübbenau dient als Mittelzentrum für die umliegende Region. Als Einkaufsmöglichkeit besteht unter anderem das Einkaufszentrum „Am Kaufland“ mit den Einzelhandelsketten Kaufland, Toom, AWG-Modecenter, Aldi, Takko und Action. Das Einkaufszentrum „Kolosseum Spreewald“ in der Neustadt verfügt über siebzehn Einzelhändler und 21 Unternehmen aus dem Gesundheitssektor auf einer Fläche von rund 7000 Quadratmetern. Im westlichen Teil der Neustadt befindet sich ein Ärztezentrum.
Der Anbau und die Verarbeitung von Gurken war bereits zur Mitte des 19. Jahrhunderts ein bedeutender Wirtschaftsfaktor. Mit dem Anschluss Lübbenaus an die Bahnlinie Berlin–Görlitz im Jahr 1866 konnte das Produkt auch in weiter entfernte Regionen, z. B. nach Berlin transportiert werden. Im 21. Jahrhundert existieren noch zahlreiche Betriebe, die Gurken einlegen. So befindet sich beispielsweise an der Straße nach Stottoff ein Betrieb, der in mittlerweile fünfter Generation Gurken verarbeitet, die im Volksmund genannte Gurkenbude.
Seit Anfang 2025 baut die Schwarz-Gruppe im südlich von Lübbenau gelegenen Gewerbegebiet „Am Spreewalddreieck“ ein Rechenzentrum, das 2027 fertig gestellt werden soll. Nach der Inbetriebnahme sollen mit der durch den Stromverbrauch entstehenden Abwärme die Gebäude in der Lübbenauer Neustadt beheizt werden. Im Ortsteil Ragow bestehen aktuell Planungen zum Bau eines Batterie-Speicherkraftwerkes durch ein Konglomerat aus mehreren Energieversorgern; die Bauarbeiten sollen unter Vorbehalt einer Ausweisung der Flächen in der Nähe des Ragower Umspannwerkes als Gewerbegebietes und der Festlegung des Bebauungsplanes voraussichtlich Ende 2026 beginnen.

### Ansässige Unternehmen
Das französische Baustoffunternehmen Lafarge betrieb von 1996 bis Ende Dezember 2008 im Ortsteil Groß Klessow ein Gipsplattenwerk, diesen Standort gab das Unternehmen wegen zu geringer Auslastung auf. In dem von Lafarge genutzten Werk befindet sich heute ein Logistikzentrum des Speditionsunternehmens Reinert Logistic. Die Lebensmittel-Einzelhandelskette Kaufland hat im Industriegebiet Lübbenau ein Logistikzentrum, an dem etwa 1150 Mitarbeiter (Stand 2018) beschäftigt werden.
Größter Arbeitgeber mit Hauptsitz in Lübbenau ist die EMIS Electrics GmbH mit über 400 Mitarbeitern. Ein weiteres bekanntes Unternehmen ist die Rabe Spreewälder Konserven GmbH und Co. KG mit Sitz im Ortsteil Boblitz.

### Verkehr

#### Straßenverkehr

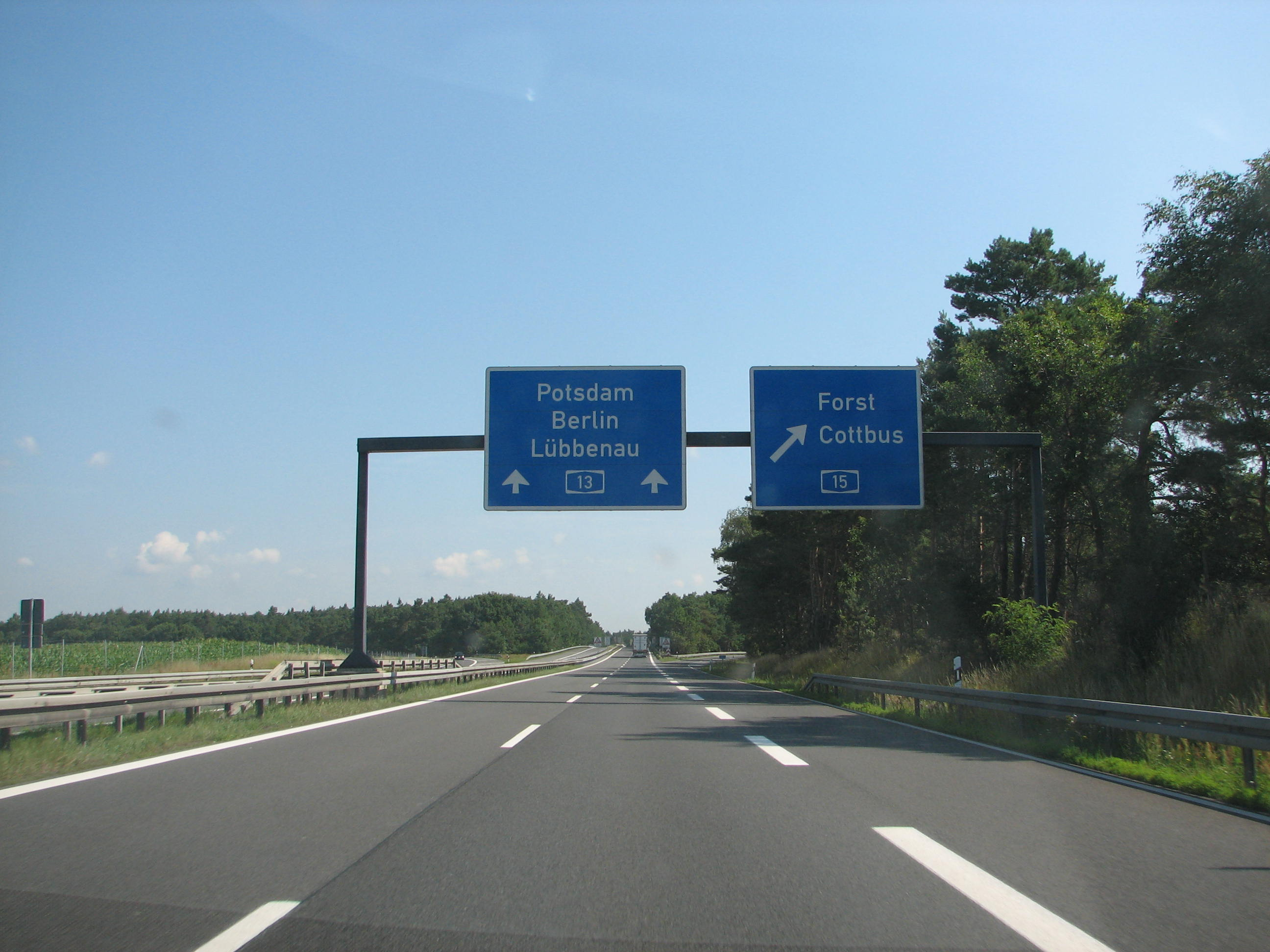
Autobahndreieck Spreewald

Lübbenau selbst sowie die Ortsteile Boblitz, Zerkwitz, Krimnitz und Ragow liegen an der Landesstraße L 49 zwischen Lübben und Vetschau. Im Ortsteil Boblitz zweigt die Landesstraße L 55 über Bischdorf nach Calau ab; die Ortsteile Klein Beuchow, Groß Beuchow, Hindenberg und Zerkwitz liegen an der Landesstraße L 526 nach Luckau. Durch das Stadtgebiet von Lübbenau verlaufen die Bundesautobahnen A 13 und A 15 mit den Anschlussstellen Lübbenau und Kittlitz an der A 13 sowie Boblitz an der A 15. Die beiden Autobahnen treffen sich am Autobahndreieck Spreewald, das zwischen den Ortsteilen Klein Beuchow und Klein Klessow liegt.
Die ehemals durch die Stadt führende Bundesstraße 115 wurde zwischen Lübben und Döbern aufgrund der teilweise unmittelbar parallel verlaufenden Bundesautobahn 15 zur Landesstraße 49 herabgestuft. Sie soll mit Umsetzung eines innerstädtischen Verkehrskonzepts verlegt werden; die vier Bahnübergänge in der Stadt sollen höhenfrei ersetzt werden. Im Jahr 2007 wurde dazu eine Bürgerinitiative ins Leben gerufen.

#### Schienenverkehr

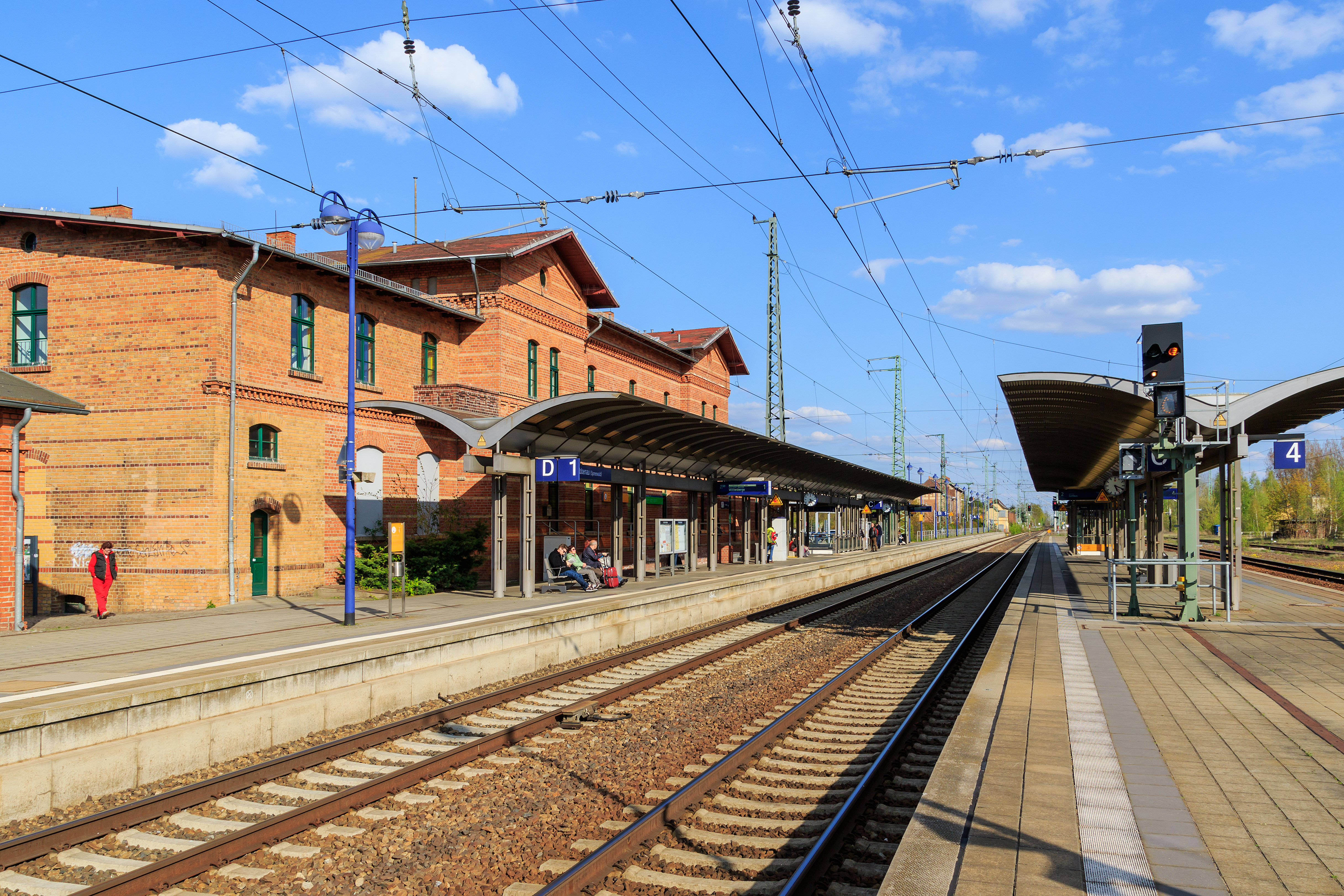
Bahnhof Lübbenau (Spreewald)

Lübbenau liegt an den Bahnstrecken Berlin–Görlitz und Lübbenau–Senftenberg. Der Bahnhof Lübbenau (Spreewald) wird neben zwei Regional-Express-Bahnen auch durch ein Intercity-Zugpaar der Linie 56 bedient. Das Empfangsgebäude des Bahnhofs wurde von der Bahn an die örtliche Wohnungsbaugesellschaft verkauft und beherbergt seit 2006 ein Reisecenter mit Touristeninfo, Reisebüro, Fahrradverleih und einem Laden mit regionalen Produkten („Spreewald-Shop“) sowie einer Pension. Zudem befindet sich hier eine Erlebnisgastronomie. Das Konzept des Bahnhofs wurde mehrfach ausgezeichnet.
| Linie                    | Verlauf | Takt (min)         | EVU              |
| ------------------------ | --- | ------------------ | ---------------- |
| IC 56                    | (Norddeich –) Emden – Bremen – Hannover – Magdeburg – Berlin Hauptbahnhof – Königs Wusterhausen – Lübbenau (Spreewald) – Cottbus | ein Zugpaar am Tag | DB Fernverkehr   |
| RE 2                     | Nauen – Berlin-Spandau – Berlin Hauptbahnhof – Königs Wusterhausen – Lübbenau (Spreewald) – Vetschau – Cottbus                   | 60                 | DB Regio Nordost |
| RE 7                     | Dessau – Bad Belzig – Berlin-Wannsee – Berlin Hauptbahnhof – Königs Wusterhausen – Lübbenau (Spreewald) – Calau – Senftenberg    | 60                 | DB Regio Nordost |
| Stand: 11. Dezember 2022 | |                    |                  |

Am Bahnhof Ragow der Bahnstrecke Berlin–Görlitz sowie am Bahnhof Bischdorf der Bahnstrecke Lübbenau–Kamenz wurde der Personenverkehr am 28. Mai 1994 eingestellt.

### Bildung

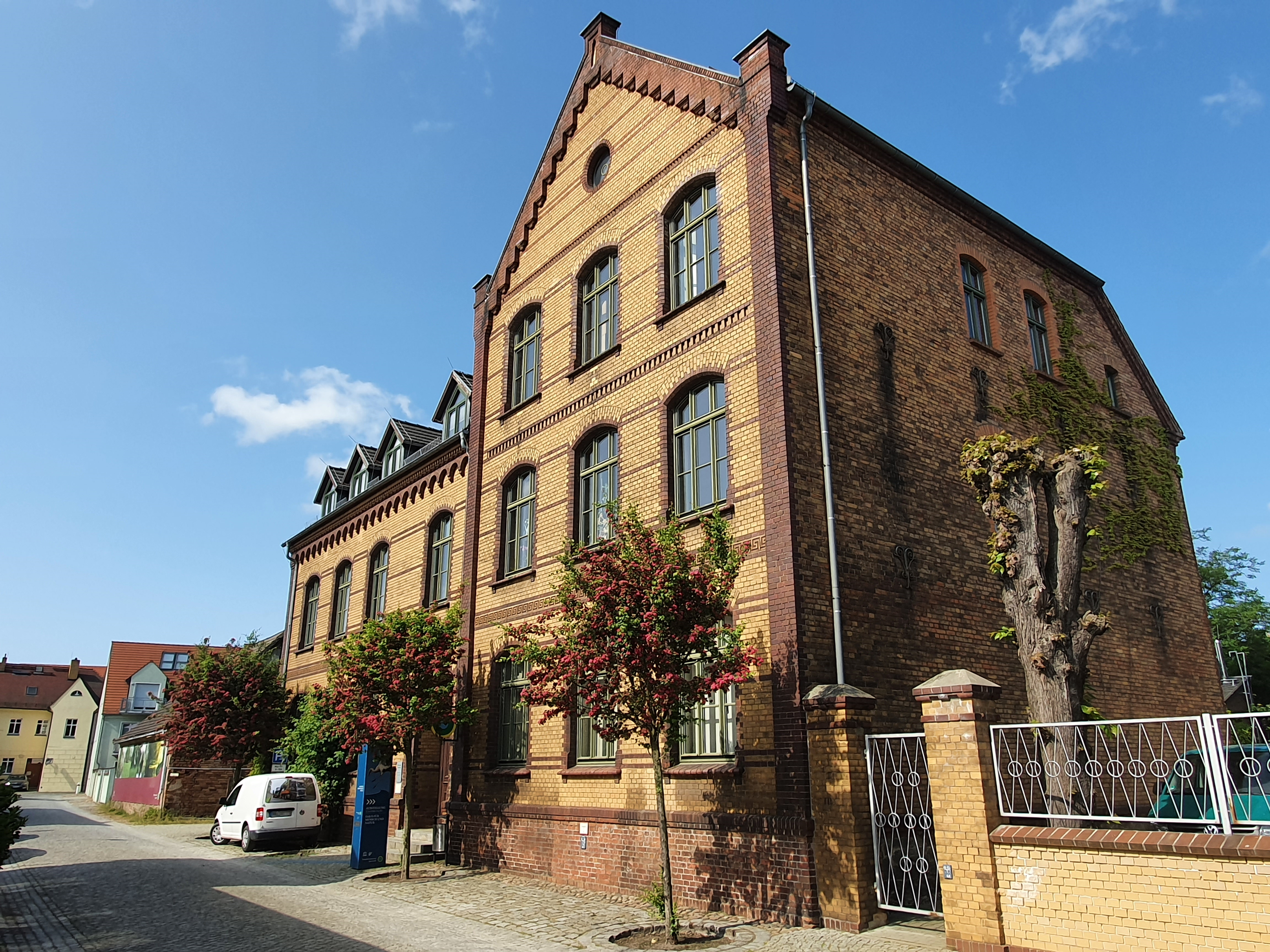
Das 1899 eingeweihte Unterrichtsgebäude der ehemaligen Mädchenschule

In der Stadt Lübbenau gibt es drei Grundschulen (Jenaplanhaus, Traugott-Hirschberger-Grundschule, Werner-Seelenbinder-Grundschule), eine Oberschule (Ehm-Welk-Oberschule) und ein Gymnasium (Paul-Fahlisch-Gymnasium). Außerdem gibt es eine Förderschule mit den Schwerpunkten „Lernen“ und „Geistige Entwicklung“ und eine Außenstelle der Kreisvolkshochschule Oberspreewald-Lausitz und eine Berufliche Schule für Sozialwesen. Die Grundschulen und die Ehm-Welk-Oberschule sind in städtischer Trägerschaft, die anderen Schulen in Trägerschaft des Landkreises Oberspreewald-Lausitz. Des Weiteren gibt es in Lübbenau zehn Kindertagesstätten, sechs davon in städtischer und vier in privater Trägerschaft.
Im Dezember 1795 wurde die Lübbenauer Knabenschule am Kirchplatz eingeweiht und 1866 durch einen Anbau ergänzt. Des Weiteren gab es in Lehde, Stennewitz, Stottoff und Zerkwitz Dorfschulen. Am 10. April 1899 wurde die Mädchenschule in der heutigen Schulstraße eingeweiht. Ein Jahr zuvor wurde bereits in dem heutigen Gebäude Ehm-Welk-Straße 6 ein Lyzeum mit zwei Räumen eingerichtet. Die Dorfschulen in Stennewitz und Stottoff wurden nach der Eingemeindung der beiden Dörfer im Jahr 1929 geschlossen. Nach dessen Schließung des Lyzeums im Jahr 1933 wurde das Haus von der allgemeinen Berufsschule genutzt, diese zog 1936 in die heutige Karl-Marx-Straße 22 um. Dort bestand sie fortan bis zu ihrer Auflösung im Dezember 1971 als Niederlassung der Kreisstädtischen allgemeinen Berufsschule Calau.

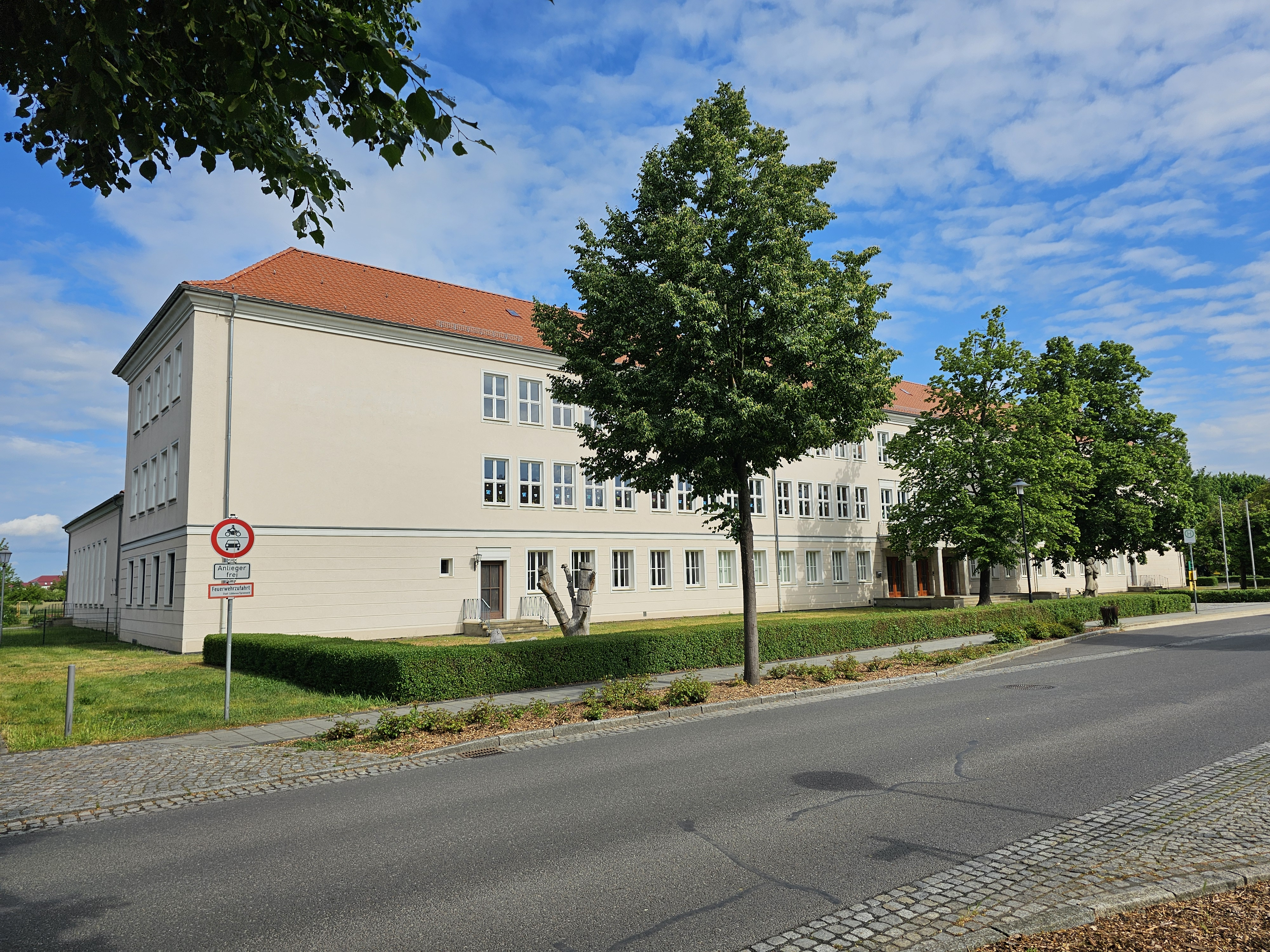
POS „W. I. Lenin“ (heute Jenaplanhaus), 1957 erste in Lübbenau neu errichtete Polytechnische Oberschule

Durch die wirtschaftlichen Entwicklungen in Lübbenau und das starke Bevölkerungswachstum ab den 1950er Jahren wuchs auch die Zahl der Kinder insbesondere in der Neustadt. 1955 wurde in der damaligen Ernst-Thälmann-Straße (heute Poststraße) mit dem Bau des heutigen Jenaplanhauses begonnen. 1957 wurde die Mädchenschule zur ersten Polytechnischen Oberschule umgeformt. Am 15. April 1957 wurde das fertiggestellte Jenaplanhaus als POS „W. I. Lenin“ eingeweiht. In der Neustadt erfolgte 1960 die Einweihung der zweiten Polytechnischen Oberschule „Erich Weinert“. Da die Einwohnerzahl der Neustadt und somit der Bedarf nach Schulplätzen weiter anstieg, wurde daraufhin die dritte Polytechnische Oberschule „Gerhart Eisler“ gebaut und 1963 eingeweiht. 1966 entstanden in der Humboldtstraße die Erweiterte Oberschule „Rosa Luxemburg“ und die POS IV „Nadeschda Krupskaja“, die sich ein Gebäude teilten. In der folgenden Zeit wurden noch zwei weitere Polytechnische Oberschulen neu eröffnet, die POS V „Werner Seelenbinder“ im Jahr 1970 und die POS VI „Feliks Dzierzynski“ im Jahr 1975. Die Erweiterte Oberschule wurde 1982 in die siebte Polytechnische Oberschule umgewandelt.

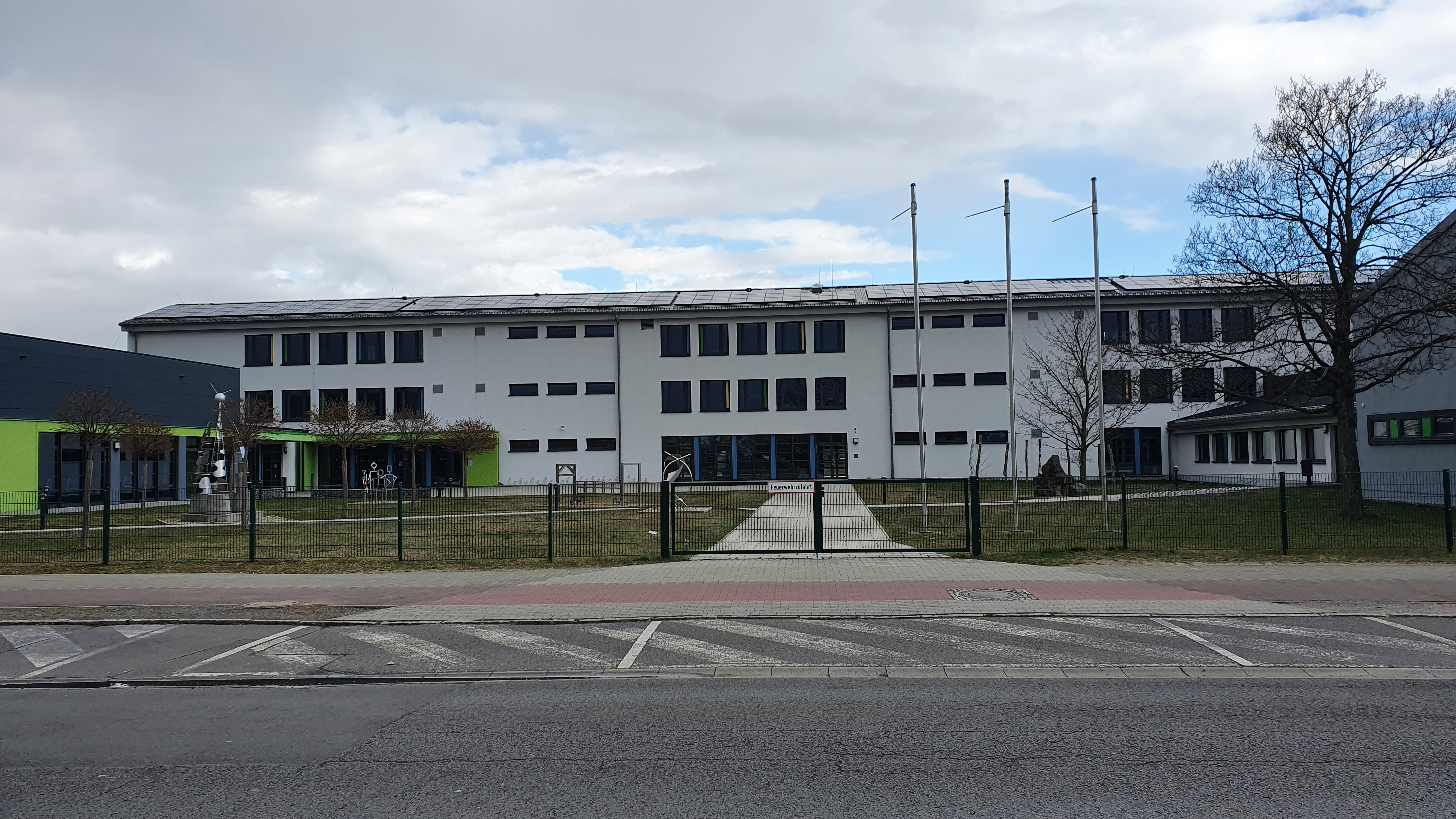
Paul-Fahlisch-Gymnasium

Nach der Wende wurde die Lenin-Oberschule und die Nadeschda-Krupskaja-Oberschule in Realschulen, die Erich-Weinert-Oberschule in das Paul-Fahlisch-Gymnasium und die restlichen Polytechnischen Oberschulen in Grundschulen umgewandelt. Die erste Grundschule in der Schulstraße wurde am 31. Juli 1991 aufgrund baulicher und hygienischer Mängel geschlossen. Die frühere Nadeschda-Krupskaja-Oberschule ist heute die Ehm-Welk-Oberschule, im Gebäude der ehemaligen Lenin-Oberschule war von 2005 bis 2019 die Jenaplanschule untergebracht. Nach deren Umzug in ein Gebäude in der Neustadt wird das Gebäude seit April 2021 vollständig von der Traugott-Hirschberger-Grundschule genutzt.

### Sport
Am 17. Mai 1862 wurde mit dem Männerturnverein der erste Sportverein Lübbenaus gegründet, kurz danach gründete sich der Eisenbahnersportverein Lübbenau. Der erste Fußballverein war der 1912 gegründete Sportverein „Viktoria“. Der MTV hatte in den 1930er Jahren unter anderem eine Turn-, Schwimmsport- und Handballabteilung; vermutlich vor 1945 wurde er aufgelöst. Der ESV Lübbenau und der SV Viktoria fusionierten am 1. Januar 1950 zur Betriebssportgemeinschaft Eisenbahn Lübbenau, diese wurde 1953 in BSG Lokomotive Lübbenau umbenannt. Seit der Wende heißt der Verein wieder ESV Lübbenau.

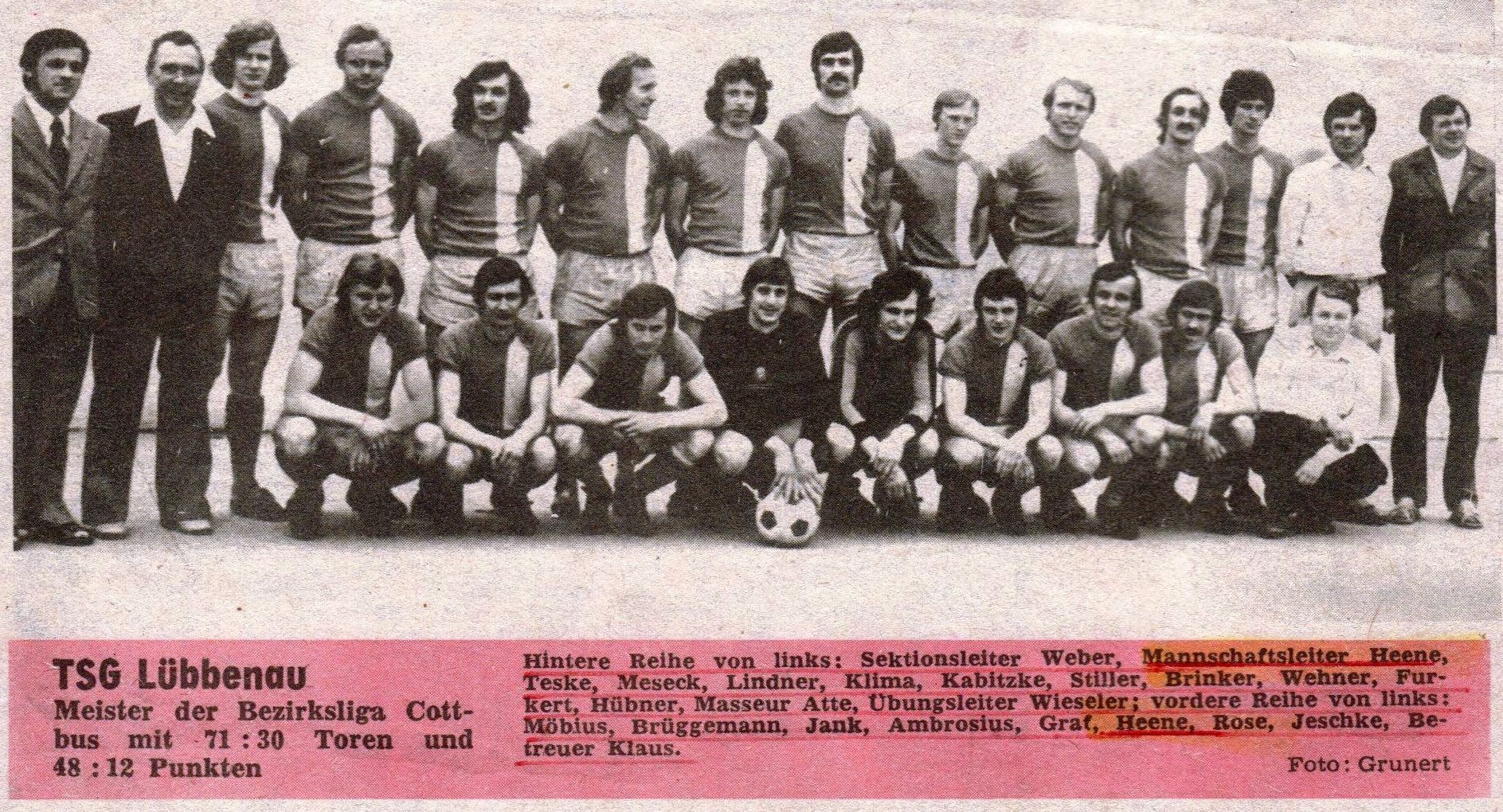
Die Fußballmannschaft der TSG Lübbenau 63, die 1978 in die DDR-Liga aufstieg

Der heute größte Sportverein von Lübbenau, die TSG Lübbenau 63, entstand im April 1963 durch die Fusion der wenige Jahre zuvor gegründeten Betriebssportgemeinschaften Aktivist und Turbine Lübbenau. Die Fußballabteilung des Vereins, die ihre Heimspiele im Spreewaldstadion austrägt, war in den Spielzeiten 1978/79 und 1980/81 in der DDR-Liga, der zweithöchsten Spielklasse im DDR-Fußball vertreten. In der Saison 2023/24 gehörte sie zur Kreisoberliga Südbrandenburg. Die TSG Lübbenau verfügt auch über eine Handballabteilung, deren erste Herrenmannschaft zu DDR-Zeiten fünf Bezirksmeistertitel gewann. Nach der Wende gehörte die Mannschaft sechs Jahre lang zur Handball-Regionalliga. Von 2010 bis 2022 spielte die Mannschaft in der Handball-Oberliga Ostsee-Spree, seitdem in der Brandenburg-Liga. Die Badminton-Abteilung der TSG spielte jahrelang in der DDR-Liga, der Betrieb dieser Abteilung kam nach der Wende beinahe zum Erliegen. Des Weiteren hat der Verein auch eine Tischtennisabteilung. Anfang der 2000er Jahre war die TSG Lübbenau 63 mit 765 Mitgliedern die größte Sportgemeinschaft im Landkreis Oberspreewald-Lausitz. Im Vereinsraum befindet sich eine öffentlich zugängliche Ausstellung zur Geschichte des Lübbenauer Sports. So wurde Lübbenau im Jahr 2005 zur Sportstadt des Landes Brandenburg und 2009 zur Aktivsten Stadt gekürt.
Weitere Sportvereine sind die Fußballvereine Spreewälder SV Lübbenau sowie die Ortsteilvereine SG Grün-Weiß 72 Groß Beuchow und SV Schwarz-Gelb Boblitz. Der Polizeisportverein Lübbenau/Calau bietet Schwimmsport an. Im Ortsteil Zerkwitz gibt es den Tischtennisverein TTC Kleeden/Beuchow. Des Weiteren gibt es in Lübbenau und im Ortsteil Boblitz Schützenvereine.
In Lübbenau gibt es heute vier Sporthallen. Zudem existieren das bereits erwähnte Spreewaldstadion mit zwei Rasen- und einem Kunstrasenplatz sowie einer Trendsportanlage mit einem Skatepark in der Friedrich-Engels-Straße. Dort tragen die TSG Lübbenau und der SSV Lübbenau ihre Heimspiele aus. Der Sportpark wird seit 2023 umfassend umgebaut, am 1. Mai 2024 erfolgte die Grundsteinlegung für den neuen Sozialtrakt.
Das 2008 eröffnete Spreewelten-Bad bietet Schwimmen mit Pinguinen an; dabei ist das Becken der Humboldt-Pinguine nur durch eine Glasscheibe vom Wasserbereich der Besucher getrennt. 2018 wurde die Anlage auf das Dreifache erweitert. Darüber hinaus gibt es eine Saunawelt mit 14 Themensaunen. Neben dem Spreewelten-Bad verfügt Lübbenau auch über ein Sportbad.

### Postzustellung im Spreewald

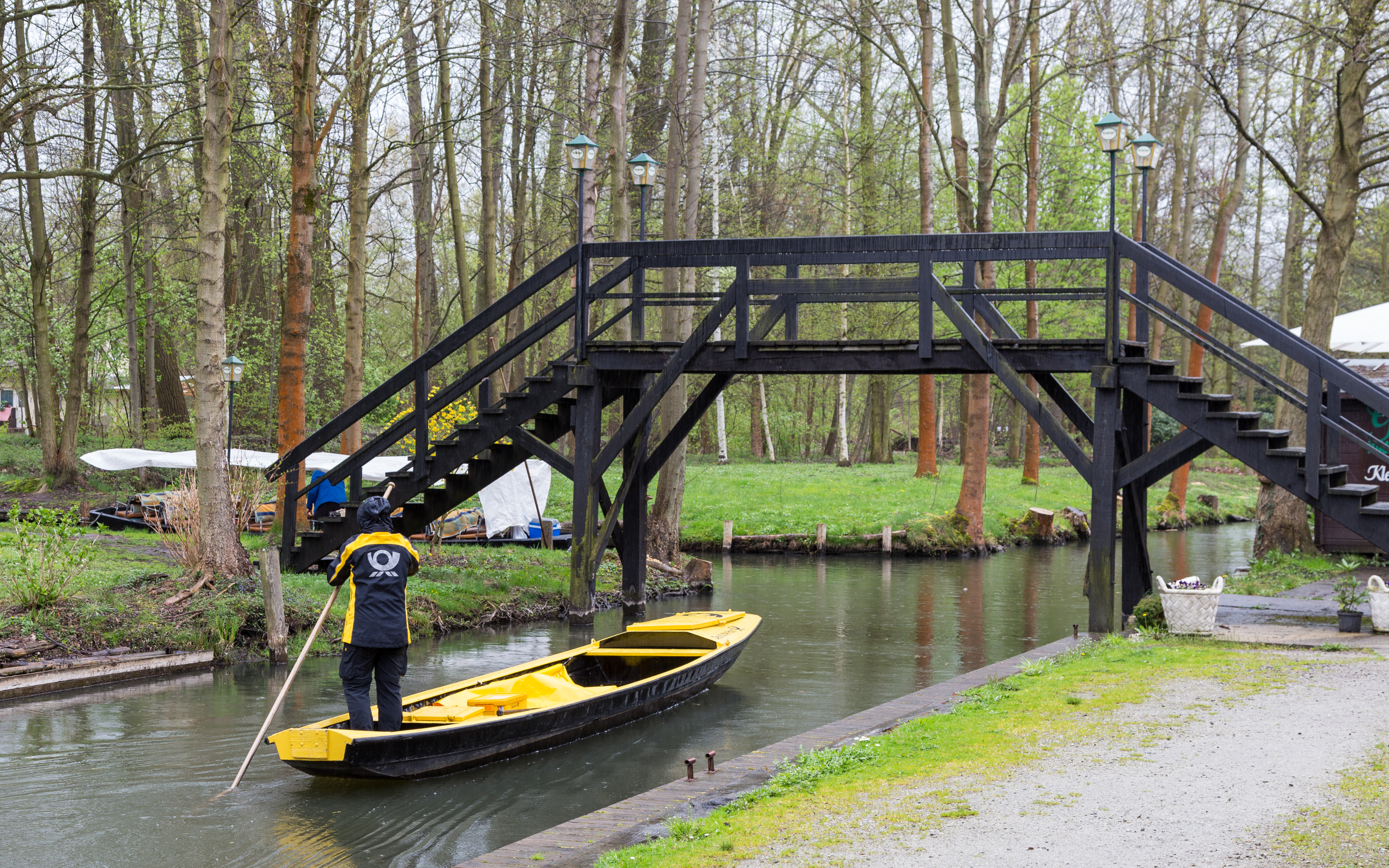
Postzustellung in Lehde (2019)

Im Lübbenauer Ortsteil Lehde wird die Post seit mindestens 1897 zwischen April und Oktober mittels Postkahn zugestellt, da eine Reihe von Grundstücken in dem Ort nicht über den Landweg erreichbar sind. Diese Art der Postzustellung ist deutschlandweit einmalig. In den Wintermonaten erhalten die Bewohner ihre Post über Briefkästen auf der Landseite.

## Persönlichkeiten

### Ehrenbürger

Traugott Hirschberger

Im Jahr 1896 wurde dem Müller und Politiker Traugott Hirschberger (1811–1897) als erster Persönlichkeit die Ehrenbürgerwürde der Stadt Lübbenau verliehen. Hirschberger war als Mitglied der Deutschen Fortschrittspartei und zwischen 1881 und 1884 für den Wahlkreis Regierungsbezirk Frankfurt 9 Abgeordneter im Reichstag. In Lübbenau war Hirschberger in zahlreichen Vereinen aktiv, unter anderem im Männerturnverein und im Fortbildungsverein.
Am 27. Mai 1930, seinem 86. Geburtstag und vierzehn Tage nach seinem Tod, wurde der Lehrer und Regionalhistoriker Paul Fahlisch (1844–1930) zum Ehrenbürger von Lübbenau ernannt. Fahlisch gilt als Wegbereiter des Spreewaldtourismus und war unter anderem 1886 Mitbegründer des Fremdenverkehrsvereins sowie 1890 des Spreewaldmuseums. Nach Fahlisch wurden auch das örtliche Gymnasium und eine Straße in Lübbenau benannt.
Im Januar 2010 wurde Wolfgang Seeliger (* 1935) zum Ehrenbürger Lübbenaus ernannt. Seeliger war von 1990 bis 2000 Bürgermeister der Stadt und der erste Bürgermeister nach der Wende, der demokratisch gewählt wurde. 
2014 wurde der langjährige Vorsitzende der Arbeiterwohlfahrt Christoph Eigenwillig (1934–2019) weiterer Ehrenbürger von Lübbenau. 
Zuletzt wurde im Dezember 2016 Martin Habermann (* 1943) zum Ehrenbürger der Stadt ernannt. Der CDU-Politiker war von 1990 bis 2004 Mitglied im Landtag Brandenburg und bis 2016 langjähriges Mitglied der Lübbenauer Stadtverordnetenversammlung.

### Söhne und Töchter der Stadt
Durch deren Verbindung mit der Standesherrschaft Lübbenau wurden zahlreiche Mitglieder der Adelsfamilie zu Lynar in Lübbenau geboren. Zu diesen zählen unter anderem der Lübbenauer Standesherr Friedrich Casimir zu Lynar (1673–1716), die Diplomaten Moritz Karl zu Lynar (1702–1768) und Rochus Friedrich zu Lynar (1708–1781) sowie der Besitzer des Schlosses Vetschau und Generalleutnant Hermann Albert zu Lynar (1827–1887).

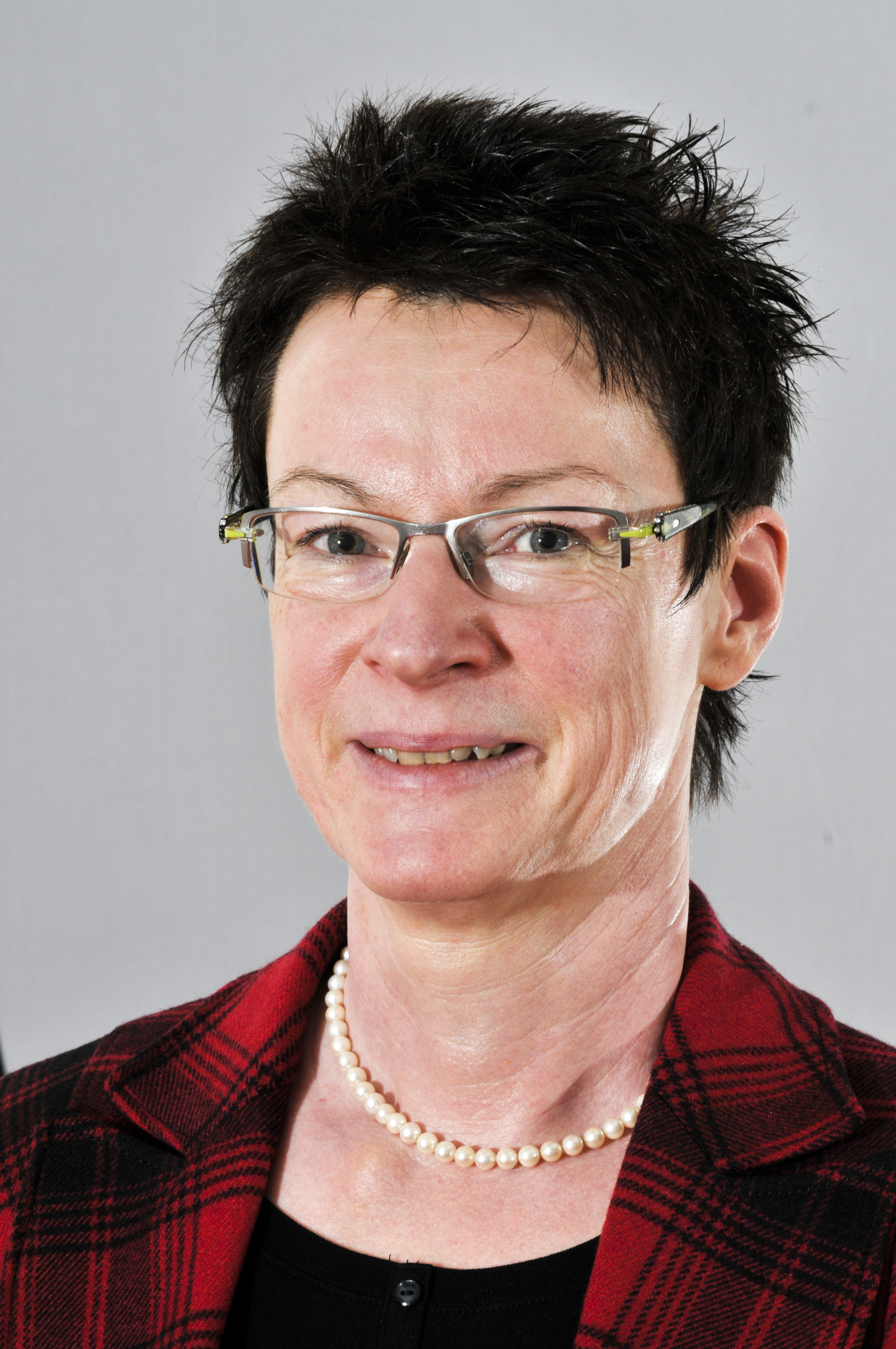
Roswitha Schier

Politische Karriere machten unter anderem die gebürtigen Lübbenauer Hermann Boisly (1880–1947) als Bürgermeister von Quedlinburg, Willy Schneider (1884–1967) in der Beratenden Landesversammlung von Rheinland-Pfalz, Hermann Gullasch (1900–1969) als Oberbürgermeister von Bremerhaven und Hans Hoffmann (1915–2005) als Oberbürgermeister von Heilbronn. Die in Lübbenau geborene CDU-Politikerin Roswitha Schier (* 1962) ist Mitglied im Brandenburgischen Landtag und in der Lübbenauer Stadtverordnetenversammlung.

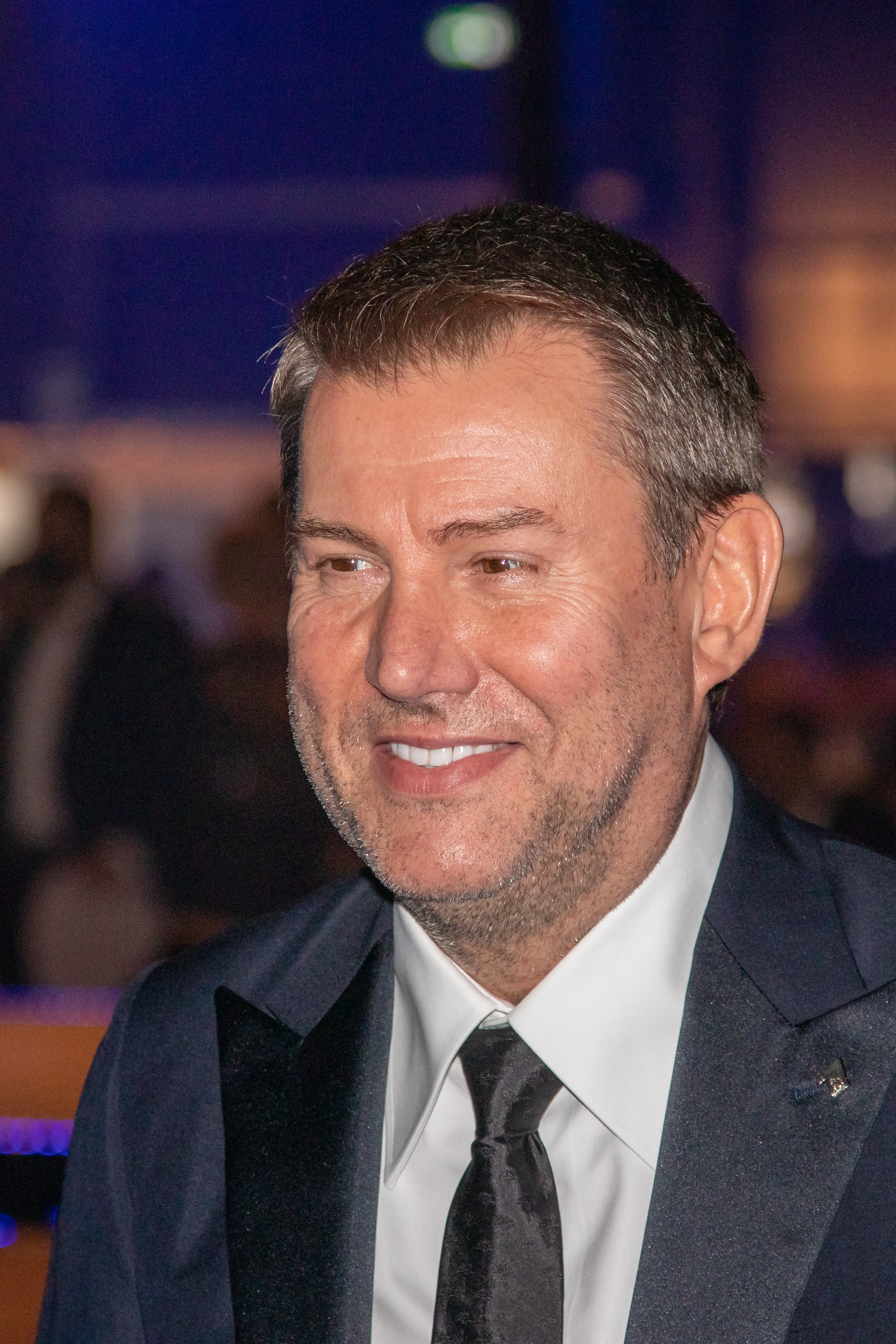
Jens Riewa

Als Sportler waren die Lübbenauer Lothar Hause (* 1955; Fußball) und Romy Müller (* 1958; Leichtathletik) aktiv. Als Künstler haben sich der Arbeiterfotograf Erich Rinka (1902–1983), der Maler Jochen Jänicke (* 1923), der im Ortsteil Ragow geborene Dietrich Lusici (1942–2024) sowie der Flötist Ralf Mielke (* 1963) hervorgetan. Auch der Moderator und Nachrichtensprecher Jens Riewa (* 1963; Tagesschau, Hamburg Journal) wurde in Lübbenau geboren.

### Mit Lübbenau verbundene Persönlichkeiten
Zahlreiche Theologen waren im Laufe der Zeit als Pfarrer an einer der Lübbenauer Kirchen aktiv. An der städtischen Kirche St. Nikolai predigten unter anderem Johann Gottlieb Hauptmann (1703–1768), Christian Friedrich Stempel (1787–1867) und Martin Pfannschmidt (1861–1947). Der sorbische Sprachforscher und Theologe Johannes Choinan (1616–1664) war zuletzt als Pfarrer in Zerkwitz eingesetzt. Nach der Gründung der römisch-katholischen Kirchengemeinde 1954 war dort unter anderem Hubertus Zomack (1941–2019) zwischen 1976 und 1993 als Pfarrer tätig.
Für die Lübbenauer Bürger Beatrice Ledermann (1866–1942) und Max Plessner (1875–1942) wurden Stolpersteine in Lübbenau verlegt, der Wehrmachtsoffizier Wilhelm Graf zu Lynar (1899–1944) war am 20. Juli 1944 am Attentat auf Adolf Hitler beteiligt. Der Schriftsteller Ehm Welk (1844–1966), dessen Vater in Groß Klessow geboren wurde, und seine Ehefrau Agathe Lindner-Welk (1892–1974) lebten zwischen 1935 und 1940 in einem Mehrfamilienhaus in der heutigen Dammstraße. Ehm Welk schrieb dort unter anderem an seinem Roman „Die Heiden von Kummerow“.
In Lübbenau aufgewachsen sind unter anderem der Mediziner Günter Stein (* 1937), der Lebensmittelwissenschaftler Gerald Muschiolik (* 1941), die Sängerin Nico (1938–1988), der Mundharmonikaspieler Michael Hirte (* 1964), der Immobilienunternehmer und Eisschnelllauffunktionär Matthias Große (* 1967) und der Gewichtheber Marc Huster (* 1970). Der Schauspieler Louis Christiansen (* 2007) lebt in Lübbenau. Ebenfalls in Lübbenau leben oder lebten unter anderem die Malerin Gudrun Bröchler-Neumann (1937–2013), die Badmintonspieler Gerolf Seemann (* 1940) und Peter Schurig (* 1949), der Motorradsportler Diethelm Triemer (* 1954) und der ehemalige Staatssekretär Frank Marczinek (* 1961).